# Storia della reggia di Versailles

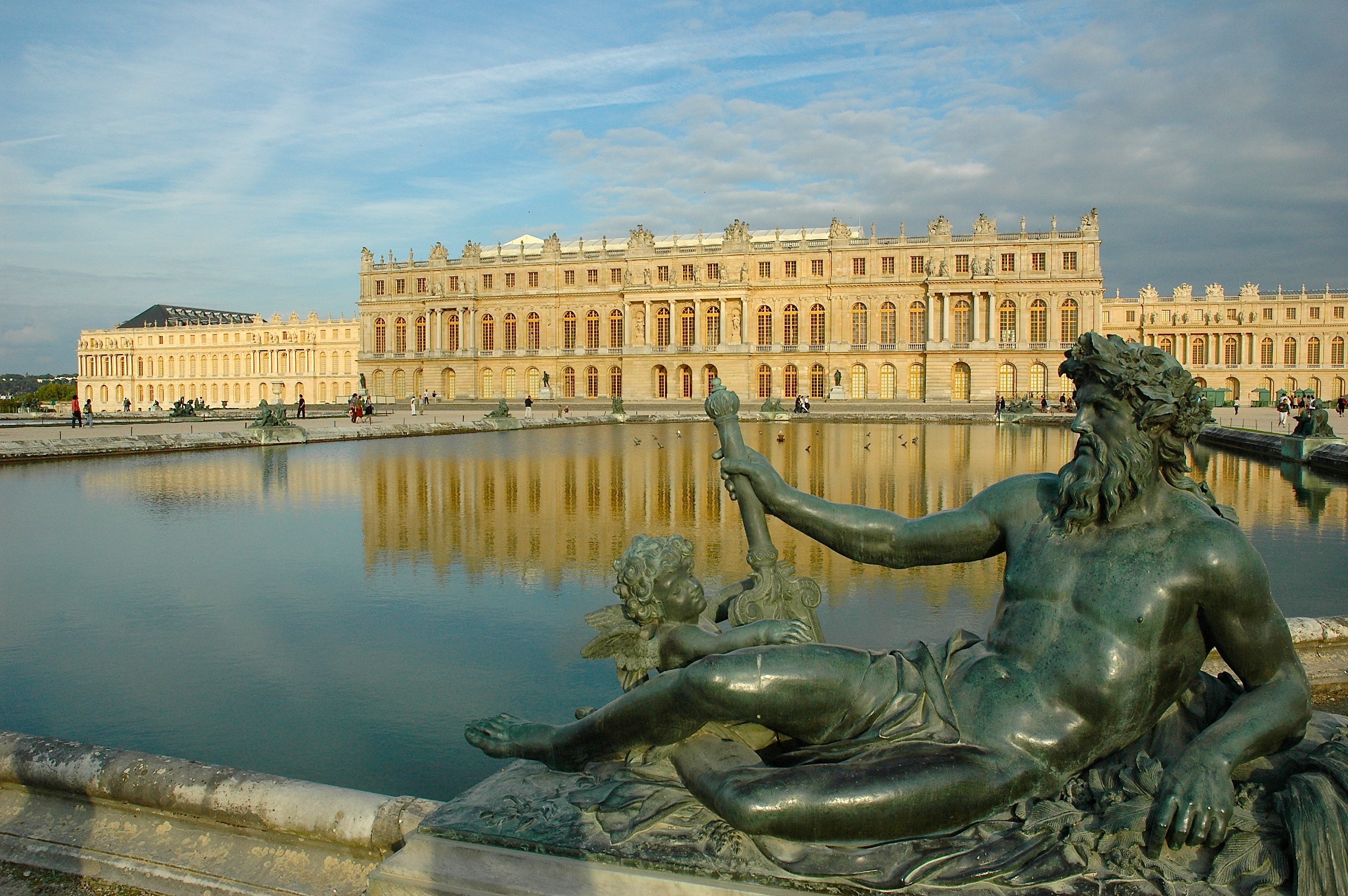
La costruzione della reggia di Versailles ebbe luogo in quattro campagne che si snodarono nel tempo dal 1664 al 1710

Reggia di Versailles, evoluzione della struttura

La reggia di Versailles era la residenza della corte dei re di Francia posta nella cittadina di Versailles, nella regione dell'Île-de-France. Quando si iniziò la costruzione del castello, Versailles era poco più di un villaggio di campagna; attualmente è invece un sobborgo di Parigi, posto a 16 km dalla capitale francese. La corte di Versailles fu il centro del potere politico francese dal 1682, quando Luigi XIV si spostò velocemente con tutta la sua corte da Parigi, sino a quando la famiglia reale non fu costretta a fare ritorno nella capitale nell'ottobre del 1789, dopo l'inizio della Rivoluzione francese. Versailles è pertanto vista non solo come un monumento storico, ma come un simbolo essa stessa del sistema della monarchia assoluta dell'Ancien Régime.

## Le origini
Prima ancora della costruzione del palazzo, la prima menzione del villaggio di Versailles rimanda al 1038 quando esso viene citato in una carta dell'abbazia di Saint-Père di Chartres. Nel 1561, il dominio di Versailles e la piccola casa signorile presente in loco vennero venduti a Martial de Loménie, segretario delle finanze di Carlo IX.
Alberto di Gondi, conte di Retz e favorito italiano della regina Caterina de Medici, divenne proprietario della signoria e del primo castello di Versailles col pagamento di 35.000 livres.
Nel 1589, un mese prima di divenire re, Enrico, re di Navarra, soggiornò al castello di Versailles. Ritornando da Blois, si fermò qui dal 7 al 9 luglio di quell'anno e venne ricevuto da Alberto di Gondi, tornandovi nuovamente nel 1604 e nel 1609 da sovrano. Nel 1607, il futuro Luigi XIII, allora di appena sei anni, prese parte qui alla sua prima caccia con la corte.
Col XVII secolo, la situazione di Versailles era rimasta immutata nel corso degli anni, ovvero con le terre del villaggio di Versailles divise tra la famiglia Gondi ed il priorato di Saint-Julien di Versailles il cui priore era Mathieu Mercerie. Dal 1622 al 1654 Jean-François de Gondi fu arcivescovo di Parigi, carica dalla quale gerarchicamente dipendeva anche il priorato di Saint-Julien. Jean-François de Gondi, signore di Versailles, divenne così proprietario dell'intero dominio che venne acquistato regolarmente dal sovrano nel 1623. « La terre et seigneurie de Versailles » vennero vendute ufficialmente al re di Francia l'8 aprile 1632 dallo stesso Jean-François de Gondi · . Sul territorio dove sorge l'attuale reggia di Versailles, all'epoca si trovava solo un piccolo mulino a vento.

### Luigi XIII: le origini del castello

#### Il primo castello
Nel 1623 Luigi XIII, sofferente di agorafobia e bisognoso di un ritiro spirituale personale decise di farsi costruire un padiglione di caccia di modeste dimensioni in mattoni e pietra sulla sommità della collina di Versailles, sulla strada che portava da Versailles a quello che era allora il piccolo villaggio di Trianon (poi completamente incluso nel territorio del parco della grande reggia), in un luogo chiamato la Val-de-Galie. Per questo scopo il 23 marzo 1624 acquistò il mulino e la casa del mugnaio che si trovavano in questa zona, circondata da insalubri paludi. L'architetto che progettò questo primo complesso fu Nicolas Huaut. Come accennato nello studio pubblicato da Jean Coural nel 1959, la struttura era composta da un corpo di 35 metri di lunghezza per 5.80 di larghezza che si elevava per tre piani (piano terra, primo piano, sottotetto) con un ingresso arcato lungo 27.30 metri e largo 4.85 metri. Il castello era circondato da un fossato e da un giardino terrazzato di due ettari progettato dall'intendente ai giardini del re, Jacques Boyceau. Il cortile d'onore era racchiuso da un muro il cui portale era concluso da un timpano con scolpite le insegne reali. Luigi XIII partecipò personalmente all'elaborazione del piano per la costruzione del primo edificio di cui prese possesso ufficialmente il 9 marzo 1624.
Articolata per la caccia, questa prima costruzione fu essenzialmente rustica e senza troppi orpelli, dedicata esclusivamente ad usi pratici stagionali. La disposizione centrale con attorno dei fossati, inoltre, richiamava apertamente le costruzioni feudali. I materiali di mediocre qualità (macerie di recupero unite con malta di calce e sabbia rivestite di intonaco e riquadrature delle finestre in finto gesso) lo ravvicinarono molto nello stile a quello dell'hôtel de Guénégaud.
Luigi XIII riuscì ad espandere i propri possedimenti in loco acquistando del terreno da Jean de Soisy, un possidente locale la cui famiglia era proprietaria di alcune terre dal XIV secolo e le utilizzò sempre per la sua nuova abitazione. In questa piccola dimora di campagna, più volte il re accolse sua madre Maria de Medici e sua moglie Anna d'Austria senza ad ogni modo che nessuna di queste soggiornasse mai al castello che non disponeva di appartamenti adatti alle loro esigenze.
L'appartamento del re comprendeva una piccola galleria dove si trovava appeso un quadro raffigurante la battaglia di La Rochelle, oltre a quattro camere le cui pareti erano coperte di tappezzerie. Il salone del re occupava il centro dell'edificio, posto corrispondente all'attuale camera da letto di Luigi XIV.
L'11 novembre 1630, il cardinale Richelieu si portò segretamente a Versailles per riconquistarsi la fiducia del re su mandato della regina madre. Questo avvenimento sarà noto più tardi agli storici come Journée des dupes e costituirà per il castello il primo evento politico d'importanza nazionale che lo interessò ancora prima di divenire residenza di stato. Richelieu resta primo ministro e la regina fu esiliata.
Per le modeste dimensioni, questo castello venne soprannominato «le chétif château» (il castello gracile) dal maresciallo de Bassompierre. Saint-Simon lo chiamò «le château de cartes» (il castello delle carte) a causa dei suoi colori (il rosso dei mattoni, il nero dei tetti e l'uso della pietra binca come decorazione) rifacendosi al comune uso delle carte da gioco. Un inventario del mobilio e degli oggetti del castello risalente al 1630 riporta una certa modestia anche negli interni dell'appartamento del re dove si trovavano solo quattro tappezzerie, un'anticamera, un guardaroba, uno studio ed una camera da letto.

#### Il secondo castello

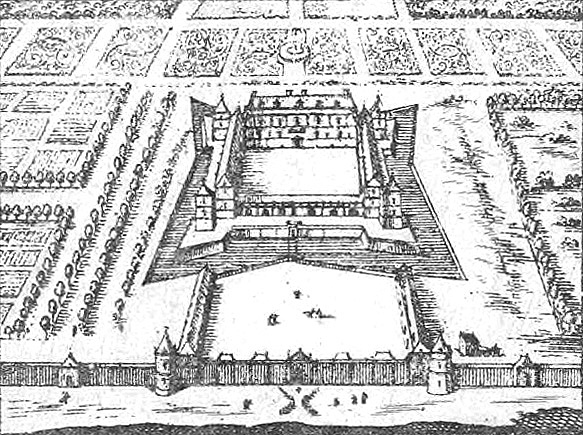
Mappa del castello nel 1630 - 1640, stampa di Jacques Gomboust.

L'8 aprile 1632, Luigi XIII acquistò definitivamente il dominio sulla signoria di Versailles da Jean-François de Gondi, arcivescovo di Parigi.
Nel maggio del 1631 erano del resto già iniziati i lavori per l'ingrandimento della struttura precedente, diretti dall'architetto Philibert Le Roy: ai quattro angoli del complesso vengono aggiunte delle torri; nel 1634 il muro di viene rimpiazzato da un portico a sei arcate chiuse da cancelli di ferro. Il nuovo castello accolse anche le prime decorazioni floreali; i giardini vennero riprogettati "alla francese" da Boyceau e Menours, decorati con arabesche ed intrecci. L'intonaco su pietra venne sostituito da una facciata in mattoni e pietra bianca agli angoli per decorazione. Venne creata anche una terrazza frontale con una balaustra in ferro battuto. Il castello ha così ottenuto una pianta a "U" a formare quella che diverrà la "Corte di Marmo".
Nel 1643, sentendosi di dover morire, Luigi XIII dichiarò: «Se Dio mi darà la salute, ho detto al mio confessore, il gesuita Jacques Dinet, che porrò fine al libertinaggio, abolirò i duelli, reprimerò le ingiustizie, mi comunicherò ogni giorno e quando il mio Delfino avrà raggiunto la maggiore età, mi ritirerò a Versailles con quattro sacerdoti per parlare con loro di cose divine, dimenticando gli affariterreni».
Il 14 maggio, morì lasciando il regno nelle mani di suo figlio Luigi XIV, dell'età di quattro anni, troppo giovane per governare autonomamente. Sotto la reggenza di Anna d'Austria, il castello di Versailles cessò di essere una residenza reale per i successivi diciotto anni.

## Versailles nell'Ancien régime

### La reggenza di Anna d'Austria
Alla morte di Luigi XIII, il 14 maggio 1643, salì al trono suo figlio, il giovane Luigi XIV, il quale per la sua giovane età venne costretto a sottostare ad un consiglio di reggenza capeggiato da sua madre, la regina Anna d'Austria, insieme al duca d'Orléans, al cardinale Giulio Mazzarino, al cancelliere di Francia Pierre Séguier, al segretario di stato Bouthillier ed al figlio di questi Léon. Ma la regina, intenzionata a tutelare personalmente il giovane sovrano e memore dell'insegnamento del cardinale Richelieu, ottenne da parlamento il 15 maggio 1643 il permesso di occuparsi dell'educazione del giovane re. Ben presto, però, la regina prese coscienza dell'estrema difficoltà del coniugare le esigenze del regno e quelle del giovane re. Ella pertanto fece appello al cardinale Mazzarino e lo nominò primo ministro il 18 maggio 1643, rendendolo anche il tutore dei suoi figli. All'indomani della morte del re, Luigi e suo fratello minore, il duca Filippo d'Angiò, lasciarono infatti Saint-Germain-en-Laye per installarsi a Parigi, al Palais-Cardinal, ribattezzato pertanto Palais-Royal.

### Un piccolo castello per un piccolo re: 1641-1659

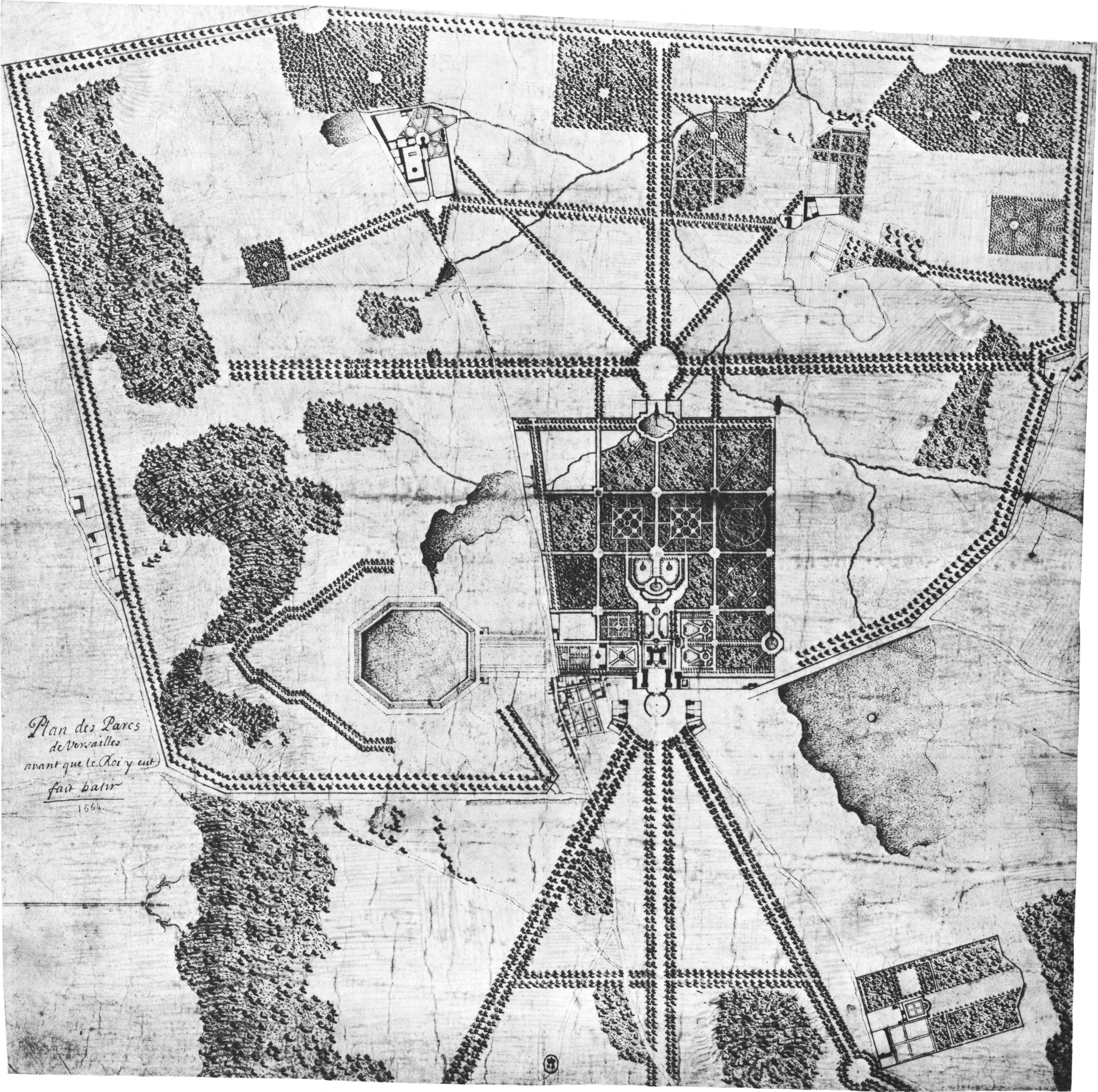
Mappa del parco nel 1666 circa.

Sappiamo che il futuro Luigi XIV era venuto una prima volta a Versailles nell'ottobre del 1641 insieme a suo fratello, per scappare da un'epidemia di vaiolo che stava infestando Saint-Germain-en-Laye. Dopo la morte di Luigi XIII, il piccolo padiglione di caccia di Versailles, con la sua architettura in mattoni e pietra ormai desueta, era stato destinato ad un relativo oblio. Il dominio di Versailles era all'epoca amministrato da Claude de Saint-Simon, padre del celebre memorialista, pur senza troppe convinzioni, sino al 1645 dal presidente del parlamento di Parigi, René de Longueil, che ottenne la carica di capitano delle cacce e da Nicolas du Pont de Compiègne che divenne intendente. La terre di Versailles producevano ad ogni modo 4000 livres all'anno di prodotti agricoli grazie alle fattorie ad esse collegate.
Il giovane Luigi si portò a Versailles il 18 aprile 1651 per una partita di caccia, venendo ricevuto dal capitano delle cacce de Longueil. Qui tornò nuovamente il 15 ed il 28 giugno di quello stesso anno. Le tensioni causate a Parigi dalla Fronda dei principi costrinsero il re e la reggente a un soggiorno forzato di tre mesi a Poitiers tra l'ottobre del 1651 ed il gennaio del 1652. Al termine di un viaggio di piacere, Anna d'Austria e suo figlio fecero tappa a Versailles il 27 aprile 1652 sulla via per Saint-Germain-en-Laye. Il 14 novembre, il re accompagnato da Monsieur suo fratello, partì nuovamente dalla corte per «divertirsi alla caccia a Versailles». Ritornò nuovamente al castello l'8 ed il 22 gennaio 1653. Il 3 aprile, il giovane Luigi passò la notte a Versailles e tornò due settimane più tardi sempre per la caccia. Il 20 maggio, qui si recò a cacciare in compagnia del cardinale Mazzarino e vi restò nuovamente a dormire.
Per via delle regolari visite del re che notò i malfunzionamenti evidenti al castello, il presidente de Longueil venne rimpiazzato da Louis Lenormand, signore di Beaumont, il 28 giugno 1653, sebbene l'interesse del sovrano per Versailles non fosse ancora pienamente sviluppato. Il giovane monarca di 14 anni preferiva di gran lunga cacciare a Vincennes. In cinque anni, tra la fine dell'1654 e l'autunno del 1660, il re si recò a Versailles solo quattro volte. Il dominio attraversò così un periodo di oblio, segnato da lotte violente tra il collerico custode del castello, Henry de Bessay, signore di Noiron (nominato nel 1654) ed il giardiniere Guillaume Masson (nominato nel 1652). Nel marzo del 1665 Noiron sparò un colpo di pistola senza colpirlo a Masson e lo minacciò con la spada. Il giardiniere, indelicato quando lui, gestiva infatti il parco come proprio dirottando legname e fieno a propri fini ed utilizzando le terre per il pascolo e la coltivazione degli abitanti del posto.
La situazione non migliorò in seguito. Per ragioni amministrative, l'intendente Nicolas du Pont de Compiègne si dimise dal suo incarico. Al suo posto, l'11 marzo 1659, venne nominato Louis Lenormand, signore di Beaumont, che quindi accumulò questa carica a quella di intendente e di capitano delle cacce. Beaumont ad ogni modo decise ben presto di rinunciare alla propria carica d'intendente perché non corrispondeva al suo rango e pertanto nominò un proprio intendente nella persona di Denis Raimond che si rivelò più efficace di lui. Beaumont venne assassinato nel parco di Saint-Germain-en-Laye il 3 maggio 1660.

### Luigi XIV

#### I primi progetti (1660-1664)

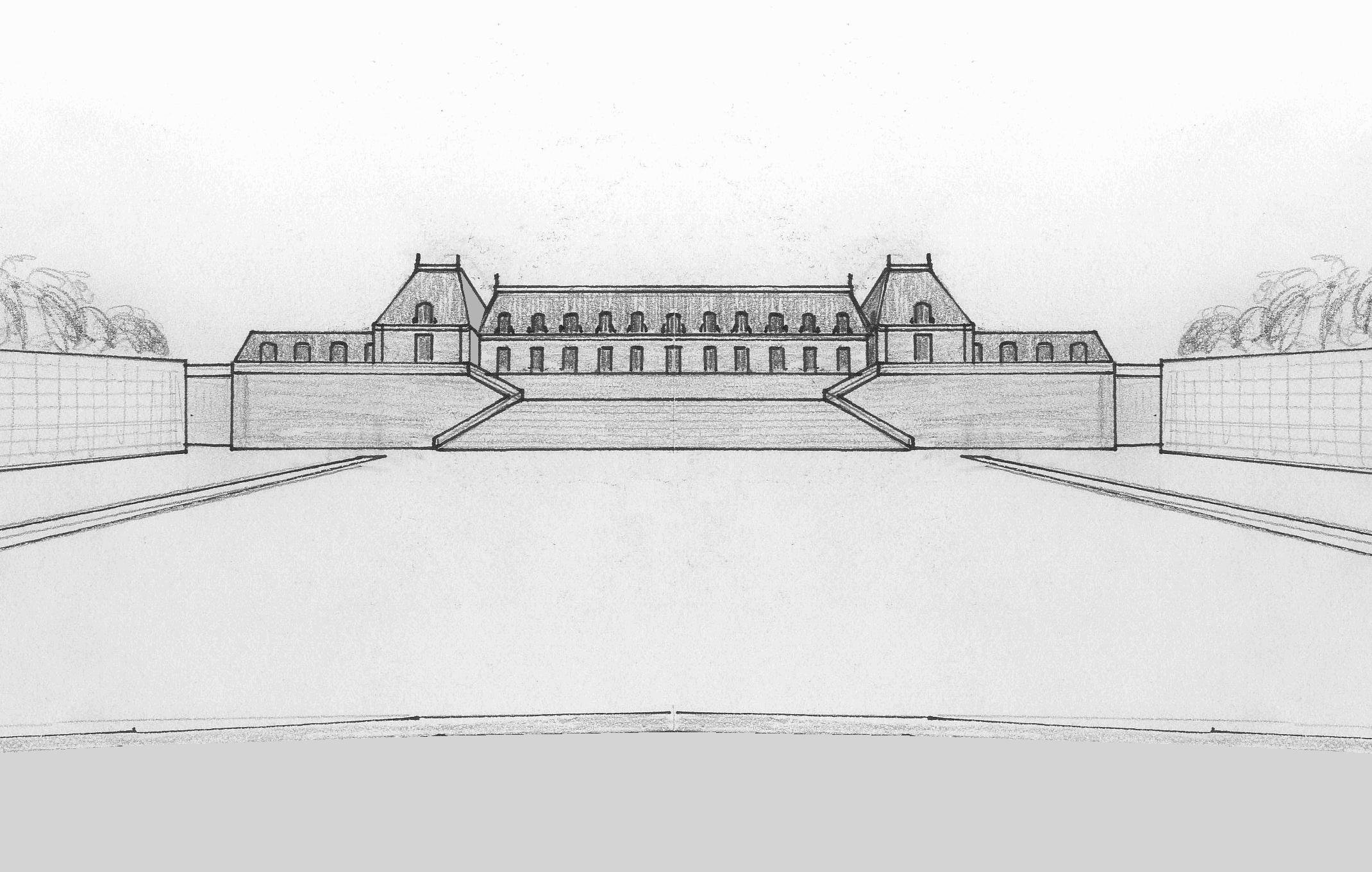
Disegno moderno riproducente il gioco ottico del castello di Versailles verso i giardini nel 1662 circa

All'inizio del suo regno, Luigi XIV non trovò alcuna reggia dove risiedere stabilmente che lo soddisfacesse pienamente. A Parigi vagò tra il Palais-Royal, il Louvre, le Tuileries senza mai trovare una residenza che gli si confacesse a pennello. Per sottrarsi alla città (allora scomoda, sporca, rumorosa, stretta e inquietante persino per il re), cercò di sistemarsi a Vincennes e a Saint-Germain-en-Laye, dove era nato, e per un certo periodo soggiornò anche a Fontainebleau. Tutti i castelli erano antichi e presentavano molti inconvenienti: il re intraprese grandi lavori di ammodernamento per ridurne la scomodità, ma il suo pensiero era fisso su Versailles che sempre più stava rappresentando per lui una soluzione a tutti i problemi.
Nel settembre del 1660, il re avviò un programma per il recupero della gestione della reggia. Intenzionato a nominare un successore del signore di Beaumont, diede la commissione d'intendenza a Jérôme Blouin, primo valletto di stanza del re, «col compito di tenere le chiavi della nostra camera e di dormirci». Questi rimise ordine nella gestione della proprietà e per ordine del re il giardiniere Hilaire II Masson, accusato di furto, venne rimosso ed egli avviò un inventario di tutto ciò che si trovava al castello. Il custode Henry de Bessay, signore di Noiron, su ordine del re l'11 ottobre 1660, venne pensionato a Saint-Germain-en-Laye Quattro mesi dopo il suo matrimonio con Maria Teresa di Spagna, Luigi XIV si «andò a divertire alla caccia» con la sua novella sposa a Versailles, il 25 ottobre 1660. È in quest'epoca che inizia a manifestarsi il concreto interesse del re per la piccola tenuta voluta da suo padre. Egli prevedette dunque di ingrandire i giardini e di progettare un nuovo parco di una «estensione considerevole». Dal mese di novembre, Blouin iniziò a cercare i fondi per mettere in opera quanto desiderato dal re. I lavori iniziarono al finire dell'autunno del 1660.
Nel 1661, dopo la morte del cardinale Mazzarino, Luigi decretò che avrebbe governato autonomamente il regno di Francia senza la nomina di alcun altro primo ministro, e per sottolineare la sua nuova presa di posizione iniziò subito i lavori di ampliamento della sua reggia, investendovi 1.100.000 livre (circa venti volte il prezzo d'acquisto all'epoca di Luigi XIII) ed incaricando il migliore architetto dell'epoca, Louis Le Vau, di ampliare la struttura, mentre Charles Errard e Noël Coypel iniziavano la decorazione degli appartamenti e André Le Nôtre creava l'Orangerie (l'aranceto) e la Ménagerie (l'uccelliera). All'epoca, Versailles era solo una sede di diporto, buona per darvi feste in giardino, mentre il palazzo reale ufficiale restava il Louvre.
L'idea di erigere uno dei palazzi più straordinari d'Europa, in luogo del piccolo castello di Luigi XIII che la corte, sprezzante, considerava come la casa di campagna di un borghese, suscitò molte critiche a mezza bocca: il luogo era definito «ingrato, triste, senza panorama, senza boschi, senz'acqua, senza terra, perché tutto è sabbie mobili e palude, senz'aria» e quindi assolutamente pas bon.
In una lettera rimasta celebre, Colbert dava voce alle critiche che circolavano a corte lamentando come il re spendesse tanto su Versailles e trascurasse invece il Louvre «che è certamente il più superbo palazzo che vi sia al mondo. Che sconforto, vedere un così grande Re ridotto alla misura di Versailles!».

#### La prima campagna di costruzione (1664-1668)

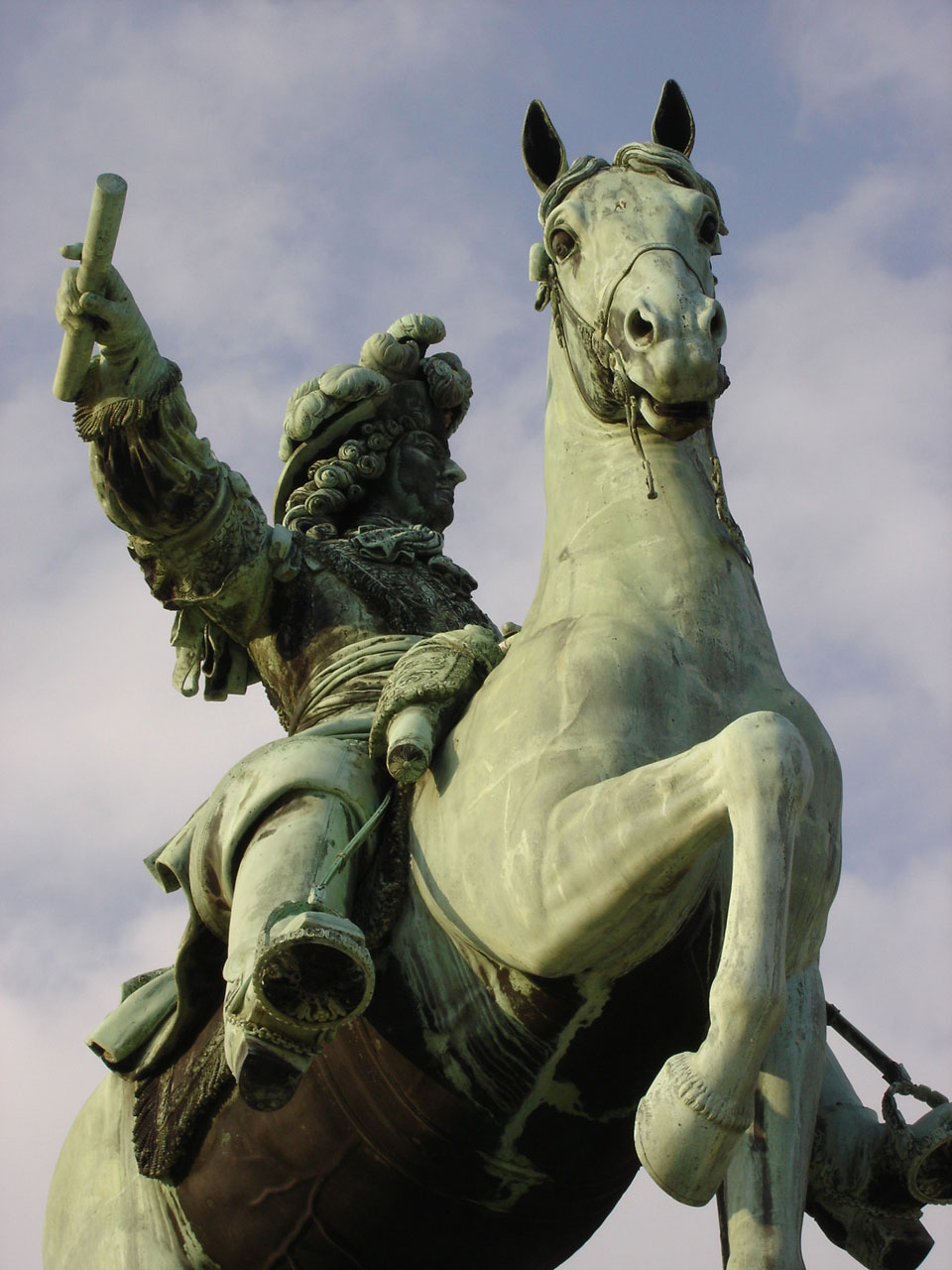
Luigi XIV

La prima festa data al castello di Versailles, che durò dal 7 al 14 maggio del 1664, s'intitolò Les plaisirs de l'Île enchantée (I piaceri dell'isola incantata) e intrecciava l'ispirazione italiana tratta dai due poemi epici italiani del XVI secolo, l'Orlando furioso dell'Ariosto e la Gerusalemme liberata del Tasso, con quella francese rappresentata da Molière, che presentò la Princesse d'Élidé e i primi tre atti del Tartufo. La festa era data (segretamente) in onore di Mademoiselle de La Vallière e Luigi stesso vi interpretò la parte del liberatore dei compagni dall'isola di Alcina.
Durante questi festeggiamenti, ad ogni modo, i cortigiani che trovarono alloggio nella rinnovata struttura dovettero adattarsi al meglio e molti per contro non riuscirono a trovare un tetto sotto il quale alloggiare al palazzo e dovettero alloggiare in locande vicine. Le Vau presentò quindi al re una serie di progetti per far fronte a queste esigenze e per evitare ulteriori futuri disordini: la prima di queste comportava la demolizione completa del precedente castello con la creazione di una nuova struttura, mentre la seconda prevedeva l'inclusione del piccolo castello di Luigi XIII nel nuovo progetto. Su consiglio di Colbert, il re accettò questo secondo progetto.
Il re desiderava inoltre, durante il periodo che egli avrebbe trascorso a Versailles, disporre della comodità di tutti i suoi ministri e degli uffici di governo e per questo chiese a Le Vau di realizzare un progetto per la costruzione di due ali dedicate ai suoi ministri ed agli affari di governo. Il progetto partì nel 1664 e si concluse nel 1666. Questo fu per l'epoca un fatto molto importante, perché per la prima volta Versailles poteva funzionare come sede della monarchia. La scelta fu dettata più da motivi finanziari che sentimentali, e comunque la superficie fu triplicata e la decorazione lussuosissima, tematizzata sulla rappresentazione del Sole, onnipresente a Versailles. I giardini, molto apprezzati dal re, furono ulteriormente ampliati e ornati di sculture di Girardon e di Le Hongre. Di questa prima ornamentazione sono sopravvissuti soltanto il gruppo di Apollo e le ninfe e i Cavalli del sole.
Nel 1667 fu costruito il Grand canal. Le Nôtre decise di ampliare il viale d'ingresso e passò ad occuparsi dei giardini e dell'architettura degli esterni, in collaborazione, per la parte idraulica, con la famiglia di ingegneri italiani Francine, che furono gli "Intendenti delle acque e delle fontane di Francia" dal 1623 al 1784.
Luigi XIV, dopo aver vinto la guerra con la Spagna, dà una grande festa conosciuta come Grand Divertissement Royal de Versailles (si potrebbe tradurre "il Gran Gioco Reale di Versailles"), fu caratterizzata dal Georges Dandin di Molière e dalle Feste dell'Amore e del Caso, di Jean Baptiste Lully. Per il re fu anche l'occasione di presentare ai cortigiani la sua nuova amante: Madame de Montespan.
In queste feste la corte misurò la scomodità del piccolo castello, giacché molti ospiti, non trovando dove dormire, passavano la notte nelle proprie carrozze, e il Re, desiderando ingrandirlo, affidò l'incarico a Le Vau, che presentò un progetto: distruggere la residenza di caccia e costruire grandi edifici. Ma il re rispedì le Vau al tavolo da disegno esigendo che il piccolo castello venisse preservato. Louis le Vau così presenta un nuovo progetto noto come l'Enveloppe.

#### La seconda campagna di costruzione (1669-1672)

##### L'Enveloppe

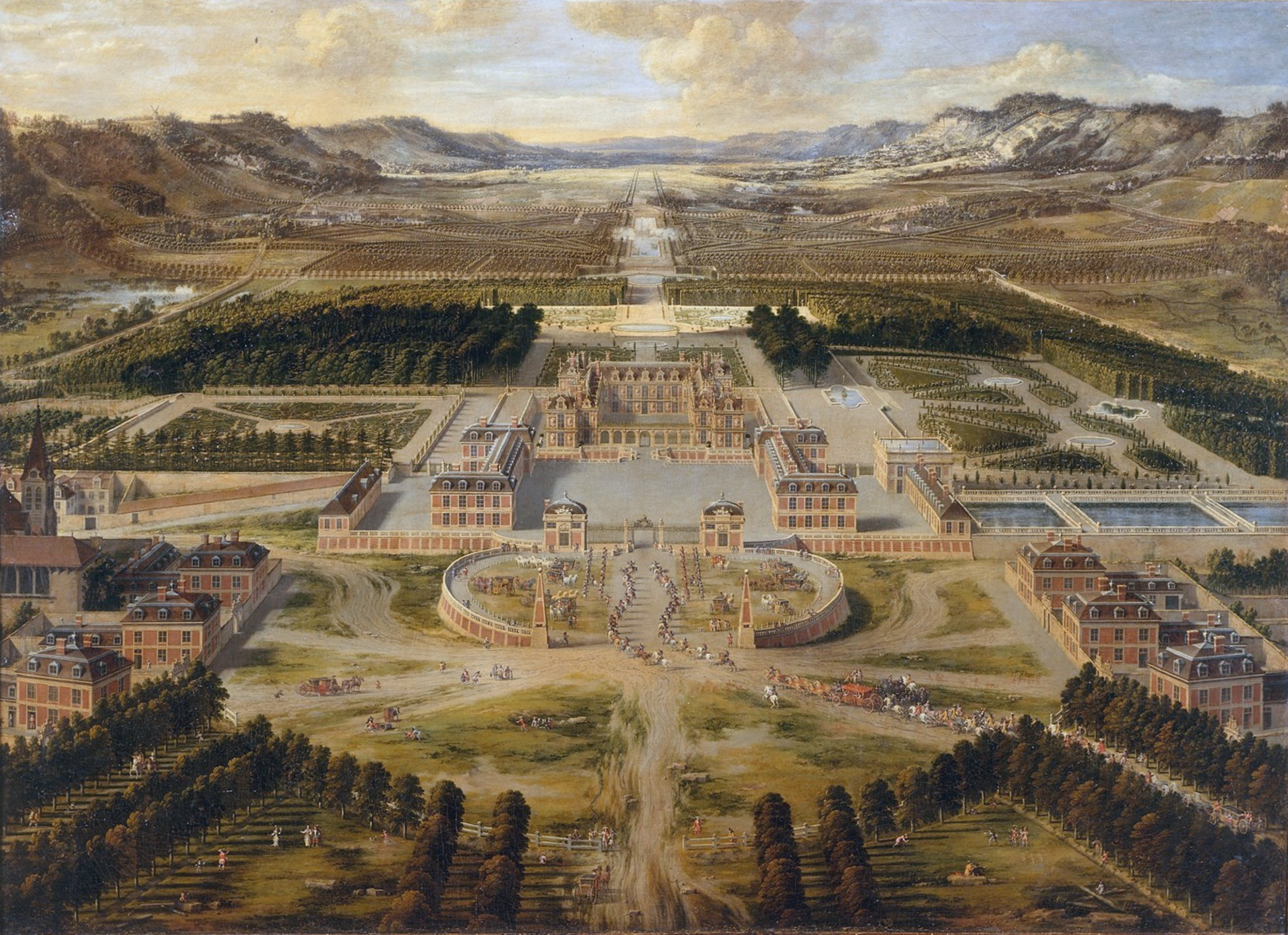
Versailles come si presentava nel 1668

Durante la seconda campagna di costruzione a Versailles, il castello iniziò a prendere la forma attuale e il cambiamento di maggior rilievo in questo senso fu la costruzione dell'Enveloppe.
L'Enveloppe, progettato e costruito tra il 1668 e il 1672, consisteva in un secondo edificio che circondava il primo castello. I grandi appartamenti del Re e quelli della Regina furono edificati simmetricamente, l'uno a nord e l'altro a sud del vecchio castello. Tra i due, di fronte ai giardini, si apriva una vasta terrazza. Il vecchio castello di pietra e mattoni, temporaneamente conservato, venne però abbellito: le facciate furono adornate da colonne di marmo belga, rosso di Rance, di balconi in ferro forgiato e dorato, di busti appoggiati sulle balaustre.
I tetti furono rifiniti con paramenti e il cortile pavimentato di marmo.
Dal lato della città, l'edificio dei servizi fu sopraelevato e collegato al castello di Luigi XIII con una serie di padiglioni che si disponevano attorno alla Court Royale (il cortile reale), chiusa da un'inferriata dorata, mentre alle estremità degli antichi servizi si aggiungeva un peristilio di colonne incoronato da statue. Le nuove costruzioni triplicavano la superficie del castello.
Alla morte di Le Vau (11 ottobre 1670), Colbert incaricò l'architetto François d'Orbay (allievo di Louis le Vau) ma fu Jules Hardouin-Mansart ad imporsi come migliore architetto del re. Mansart ebbe un'idea più grandiosa di come sarebbe dovuta essere una reggia. Si realizzava così il desiderio di Luigi XIV: il castello di suo padre restava intatto dal lato della città, ma scompariva dal lato del giardino, nascosto dalle nuove costruzioni. Il castello nuovo e il castello vecchio coesistevano, distinti.
Il castello nuovo era un edificio di concezione italiana, tutto in pietra. Le lunghe facciate furono interrotte da avancorpi e scandite in altezza. La facciata ovest fu occupata, al primo piano, da una grande terrazza che congiungeva e insieme separava gli appartamenti del Re (a nord) e della Regina (a sud). Proprio come gli architetti del castello di Chambord (il più grande dei castelli della Loira), Le Vau si ispirò ai modelli italiani, ma attraverso i volumi, le proporzioni e l'ornamentazione, ne fece un'opera dello spirito francese.
- Il piano terreno, costituito da un basamento sottolineato da linee di separazione orizzontali, è illuminato da finestre centinate che si aprono verso il giardino.
- Al piano nobile, la sequenza di nicchie occupate da statue ed alte finestre rettangolari è intervallata e slanciata da colonne ioniche. Sopra le finestre erano stati eseguiti dei bassorilievi che scomparvero nel 1679.
- Il secondo piano (o attico) ebbe una decorazione di ordine corinzio completata da una balaustra sulla quale furono posati trofei e lanternoni.

##### Il Trianon

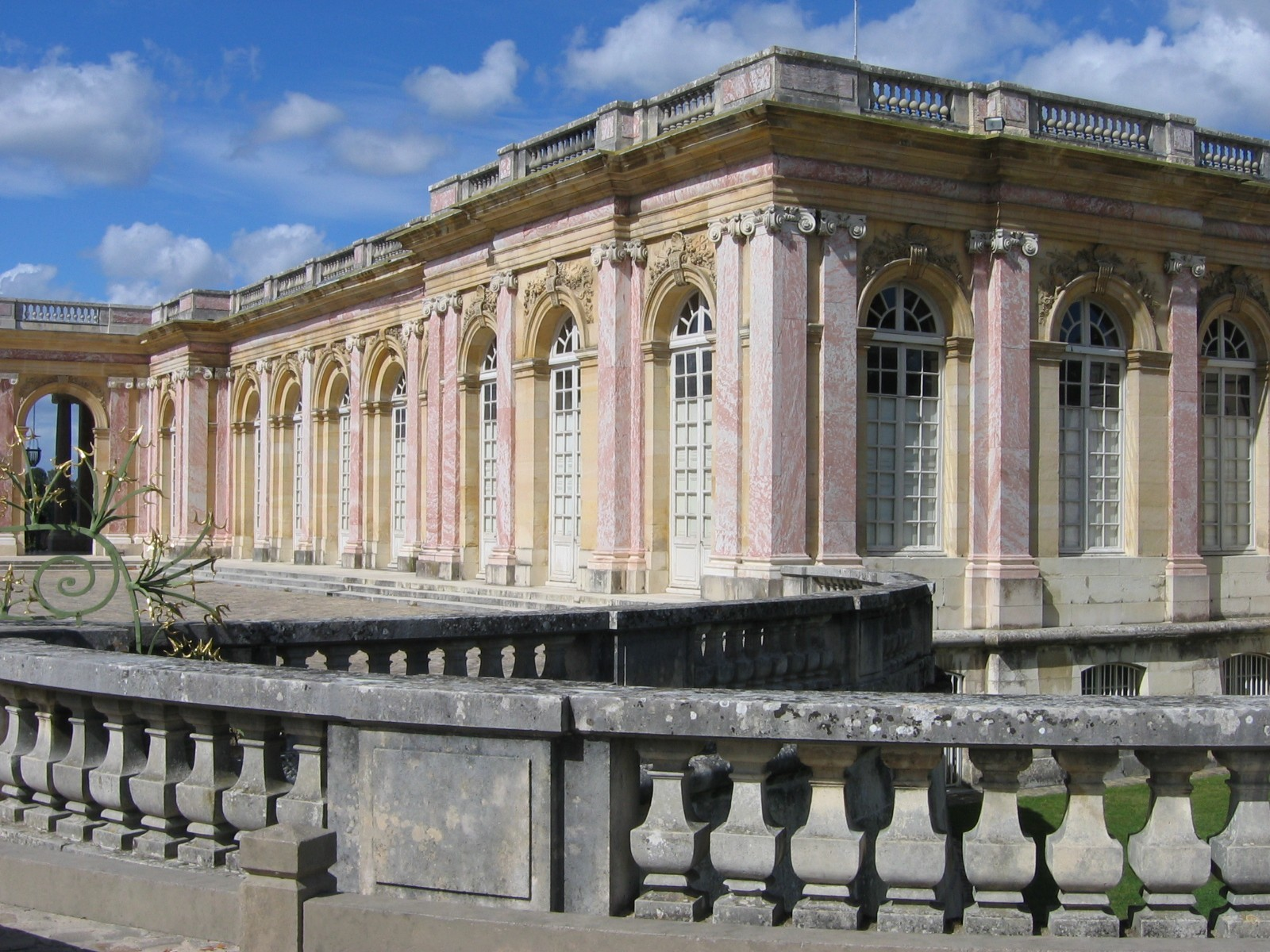
Uno scorcio del Grand Trianon

Nel 1670, Luigi XIV decise di far radere al suolo il piccolo villaggio di Trianon, a nord ovest del parco di Versailles, per costruirvi un edificio che gli consentisse di isolarsi dalla corte. Fu così costruito il Trianon de porcelaine, detto così perché Le Vau ne rivestì le mura di porcellana di Delft. Nello stesso periodo, i cortigiani fecero costruire nei dintorni le proprie residenze (hôtels), in modo da essere vicini al re: tra il 1670 e il 1671 furono costruiti 14 grands hôtels (tra cui Luxembourg, Noailles, Guisa, Bouillon, Gesvres).
Fin lì Versailles era stata soprattutto una residenza di diporto, ma Luigi XIV sognava di costruire un palazzo che desse la propria impronta all'epoca. Il Louvre e le Tuileries erano il segno e l'opera dei suoi predecessori. La creazione di Versailles fu così la rappresentazione materiale del progetto politico ed economico della monarchia assoluta: il re che dirige personalmente gli affari del regno, centralizzando l'amministrazione, raggruppando anche fisicamente attorno a sé i propri ministri e i loro servizi, e l'intera corte. Nel 1677 il Re manifestò quindi l'intenzione di fissare la propria residenza a Versailles. Mansart dovette elaborare i progetti per l'installazione della Corte e il palazzo assunse le dimensioni che conosciamo oggi.
Nel 1683 avviene la prima assoluta nel Théâtre de la Cour de Marbre du Grand Trianon del successo di Phaéton di Lully.

#### La terza campagna di costruzione (1678-1684)
Con la pace di Nimega che pose fine alla guerra d'Olanda, ebbe inizio la terza campagna di costruzione a Versailles. Sotto la direzione di Jules Hardouin-Mansart, il castello prese l'aspetto attuale. La galleria degli Specchi coi saloni attigui (il salone della Guerra ed il salone della Pace, rispettivamente verso l'ala nord e sud) fu l'elemento maggiormente caratterizzante della "nuova" Versailles oltre ai ciclopici lavori sui giardini che segnarono il resto del regno del Re Sole. Nella medesima epoca, Le Brun si dedicò alla decorazione dei grand appartements.
Nel 1678, venne rimaneggiata la facciata verso i giardini, dando così inizio alla necessità di ripristinare anche gli stessi con la creazione di una nuova orangerie e i lavori per la fontana degli svizzeri e di quella di Nettuno.
Il 1679 è certamente l'anno più intenso di lavoro in quanto viene stravolto il progetto originario di veduta dei giardini con la creazione di una maestosa galleria di passaggio nota come "galleria degli Specchi". Il cortile centrale della reggia venne ricoperto di un pavimento di marmo a scacchi bianco e nero e sopra gli appartamenti reali venne montato un orologio affiancato dalle statue di Marte e di Ercole del Girardon. Sempre ad uso del re e dei cortigiani vennero iniziati i lavori per la costruzione dello scalone degli Ambasciatori unitamente a quello della Regina. Col completamento della li dei ministri, vennero costruite la grande e la petite ecurie per ospitare le numerose carrozze e cavalli dei cortigiani.
Dopo una pausa di un anno durante il quale proseguirono i lavori a tappe serrate, nel 1681 Le Brun terminò la decorazione dei Grand Apartaments, mentre la macchina di Marly iniziò a pompare acqua dalla Senna per consentire il funzionamento delle numerose fontane del complesso della reggia, sfruttando anche il fatto che quasi contemporaneamente si iniziò lo scavo del grand canal centrale.
Proprio nel bel mezzo di questa campagna di costruzione nel 1682 Luigi XIV decise di trasferire a Versailles la sua corte e questo diede inizio al complesso meccanismo di funzionamento della grande "macchina" della reggia.

##### La galleria degli Specchi

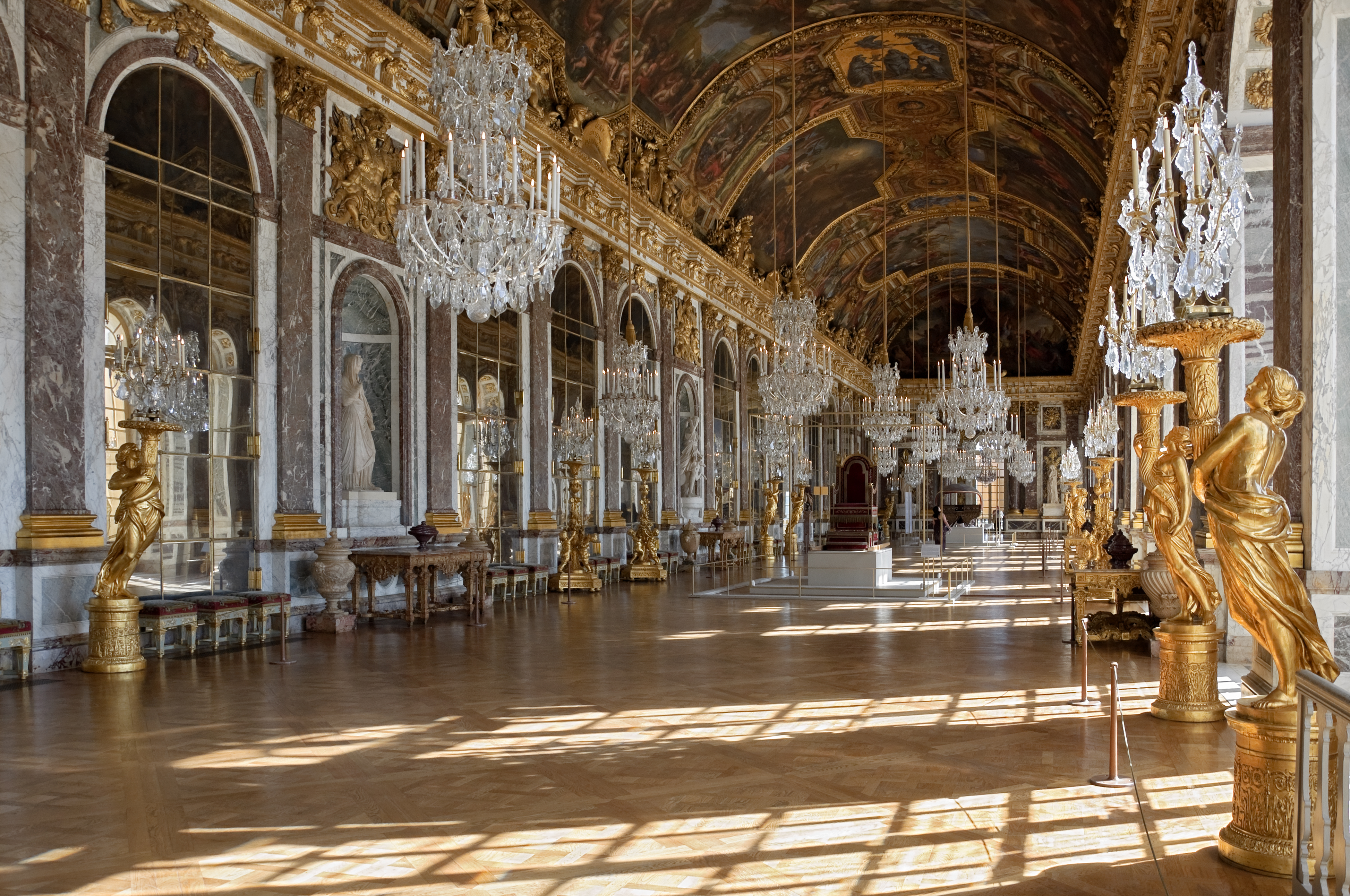
La Galleria degli Specchi

Le grandi gallerie erano all'epoca molto di moda: luogo di passaggio e mezzo di comunicazione tra le varie residenze, erano ambienti che si prestavano, per le ampie superfici, a grandi cicli decorativi. Il Re aveva ben presenti le lunghe gallerie delle Tuileries, del Louvre e di Fontainebleau, aveva fatto installare egli stesso la galerie d'Apollon al Louvre, e la galleria realizzata da Mansart nel palazzo costruito a Clagny per Madame de Montespan aveva abbagliato tutti i visitatori.

Il Re desiderava da tempo costruirne una anche a Versailles e tra il 1678 e il 1684 fu dunque costruita, chiudendo la terrazza del castello nuovo, la galleria degli Specchi, simbolo della potenza del monarca assoluto.
La grande galleria ha oggetti in stile rococò e sul muro all'epoca c'erano tremila candele, che riflettendosi contro i numerosi specchi illuminavano la stanza, la quale riprendeva le linee architettoniche del castello nuovo, di cui occupava tutta la facciata ovest per una lunghezza di 73 metri, continuando a fungere da passaggio tra gli appartamenti del Re e quelli della Regina, conclusa a nord dal salone della Guerra e a sud dal salone della Pace. In seguito a questi nuovi lavori, l'appartamento del Re Sole divenne il Grand Appartement, utilizzato per i ricevimenti, il quale fu spostato nel castello vecchio.

La decorazione fu affidata a Charles Le Brun.

##### I giardini e le acque

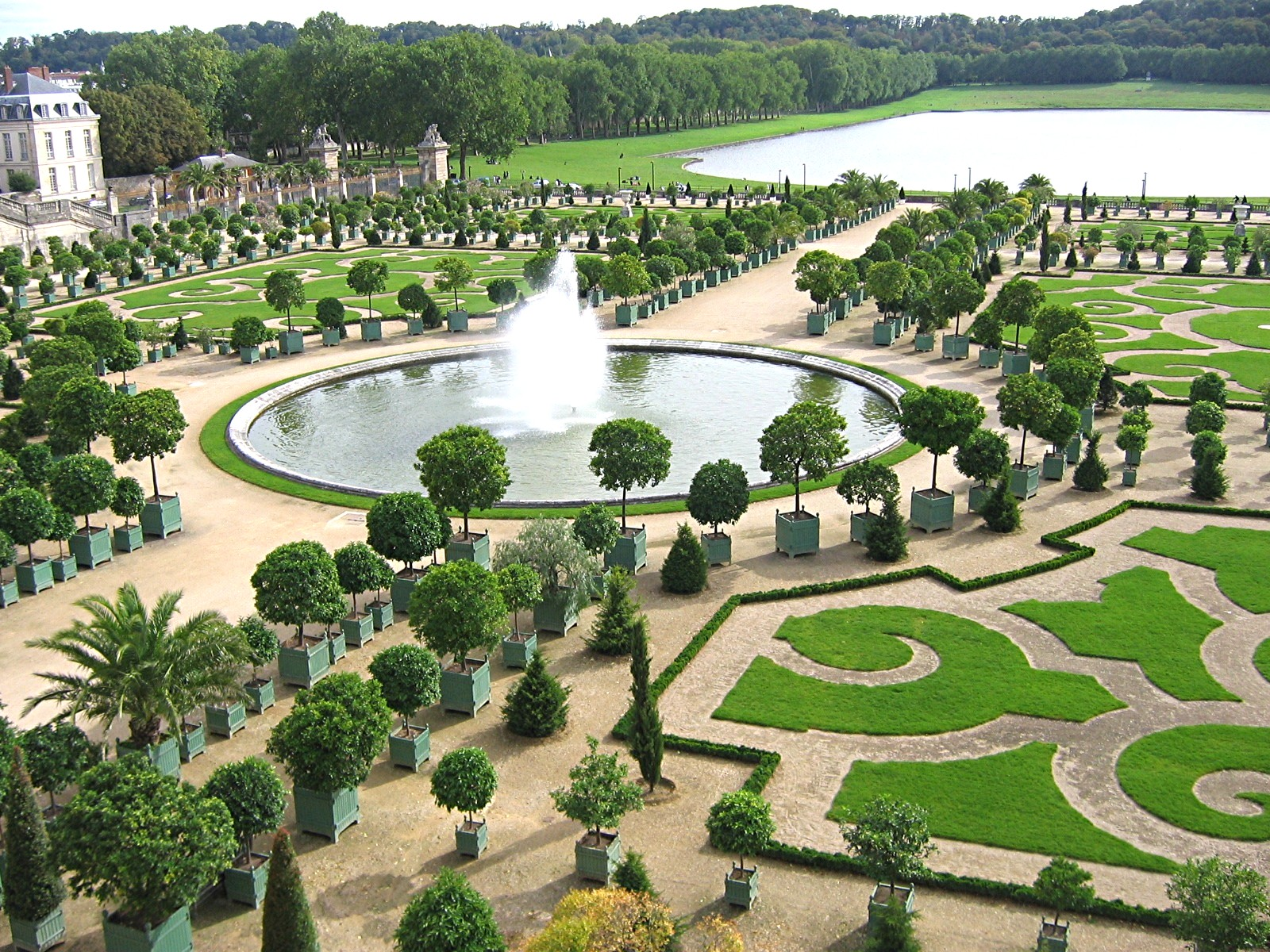
L'Orangerìe della reggia di Versailles e parte dei giardini

Con l'evolversi del castello, la reggia di Versailles necessitò anche di un'adeguata cornice verde che servisse non solo da svago per i numerosissimi componenti della corte, ma che consentisse davvero alla reggia di sentirsi fuori dal mondo che affollava la capitale francese. I giardini di Versailles sono ancora oggi tra i più grandiosi esempi di giardino barocco alla francese e sono tra i più grandi al mondo abbinati ad un palazzo reale. Tra i punti più caratteristici.

##### Residenza ufficiale
Il 6 maggio 1682, a 44 anni, il Re s'installava definitivamente a Versailles, che divenne così la sua residenza ufficiale, nonostante i lavori fossero ancora in corso e l'alloggio dei cortigiani avesse grandi problemi, mai completamente risolti.
Un contemporaneo descriveva così la situazione:
« Il 6 maggio il Re lasciò Saint-Cloud per venire ad installarsi a Versailles, come desiderava da molto tempo, benché ci fossero ancora i muratori, con l'intenzione di restarvi fino a dopo il parto della Delfina (Maria Anna di Baviera, moglie del Gran Delfino Luigi di Francia, che partorì il 6 agosto il primogenito Luigi duca di Borgogna), che fu costretta a cambiare appartamento due giorni dopo il suo arrivo perché il rumore le impediva di dormire. »
Versailles rappresentò comunque l'apogeo della società di corte. Stabilendovi i cortigiani, Luigi XIV trasformava una nobiltà bellicosa e potenzialmente ribelle in un gruppo sociale che sosteneva lo Stato, nella persona del Re.

Nell'infanzia Luigi aveva conosciuto con la Fronda il rischio rappresentato dalla ribellione della nobiltà, e desiderava proteggere la persona del Re e il suo governo. Si impegnò quindi a ridurre la potenza e l'orgoglio dei nobili, con vari mezzi:
- attirando alla propria corte i grandi signori, con l'offerta di (o inducendoli ad aspettarsi) onori, titoli, rendite.
- offrendo ai più importanti tra loro residenze al castello (i grands hôtels citati sopra).
- ispirando ai cortigiani rispetto, erigendo al contempo una barriera alla loro promiscuità sociale (facendone, cioè, un gruppo il cui privilegio era allo stesso tempo separatezza dal resto del corpo sociale).
- riducendo la nobiltà da protagonista della propria corte a "pubblico" assiduo (e subalterno) della magnificenza della corte reale.

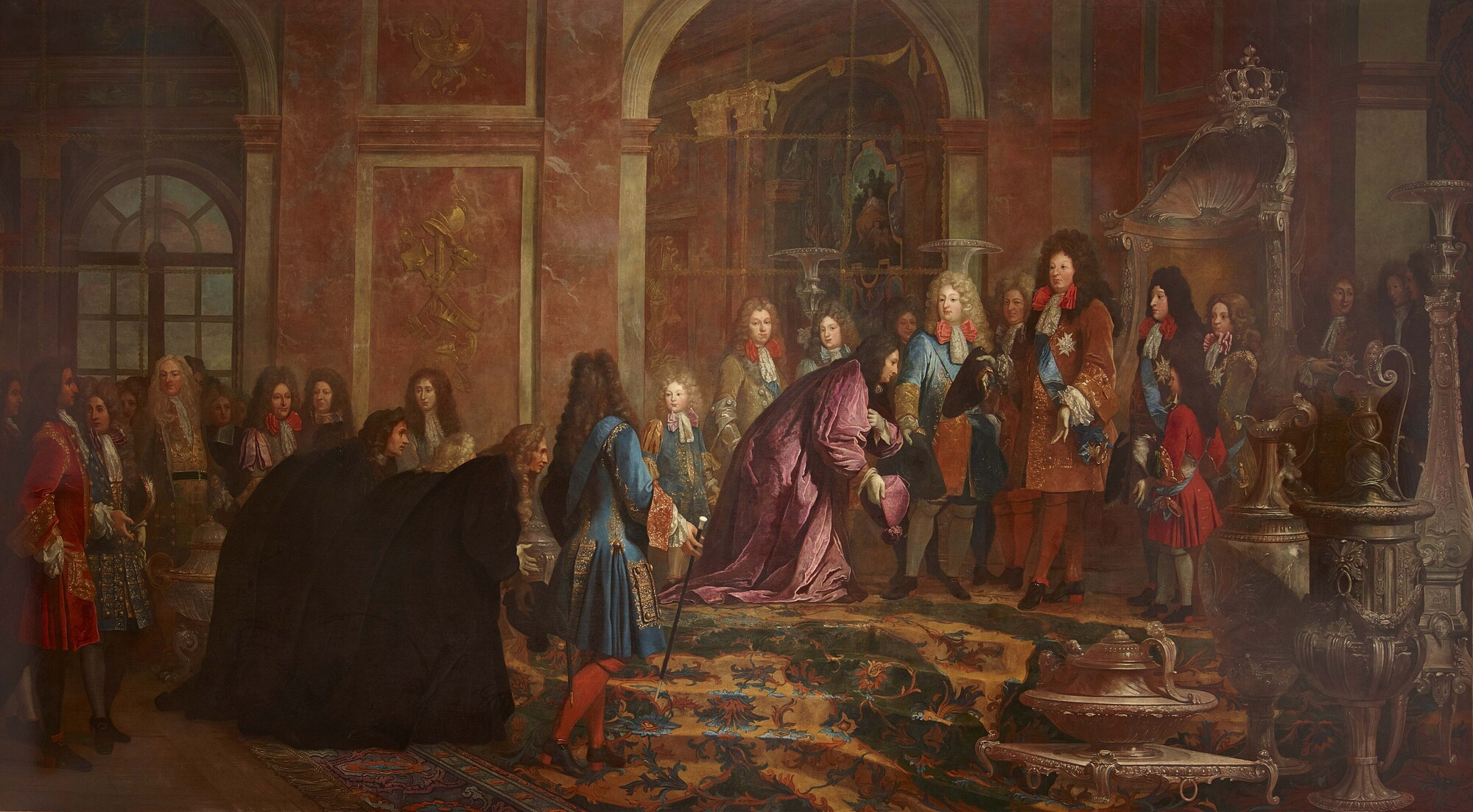
Luigi XIV a Versailles

Il Re stabilì regole d'etichetta rigorose e complesse, che trasformavano tutti i suoi atti, anche i più quotidiani, in un cerimoniale quasi sacro.

L'inizio e la fine della giornata erano scanditi dal Grand e Petit Lever (il risveglio) e dal Grand e Petit Coucher (il sonno) del Re e della Regina, ai quali i cortigiani erano ammessi in modo selettivo: i privilegiati avevano l'onore di assistere il Re, dietro la balaustra che separava il letto reale dal resto della stanza, presentandogli un capo di abbigliamento.

Tutte le circostanze della vita erano formalizzate e regolate, dalla nascita dei principi - che avveniva in pubblico, ad evitare ogni contestazione circa la loro legittimità - all'omaggio al re, che avveniva secondo costumi immutabili.

Ugualmente solenni erano i rapporti con il Re delle persone ammesse alla sua presenza, che si trattasse di ricevere gli ambasciatori, della presentazione di gentiluomini o di dame titolate, o di accogliere auguri e felicitazioni.
Per interrompere questo protocollo, Luigi XIV istituì i «jours d'appartement»: tre volte a settimana, dalle 19 alle 22, i cortigiani erano ammessi nell'appartamento reale (il Grand appartement); là erano preparati buffet, tavolini da gioco, musica e si poteva danzare. Il Re passeggiava per i saloni informalmente, senza che i signori e le dame invitati dovessero scomodarsi per salutarlo. Essere ammessi a queste serate era evidentemente un grande onore, che i cortigiani si disputavano.
La corte di Versailles fu per tutte le corti d'Europa una testimonianza della potenza della Francia e di Luigi XIV e divenne un modello da imitare. Nel 1683, in un appartamento, proibito a chiunque non fosse autorizzato, gli architetti e i decoratori ristrutturarono dei saloni e degli studi destinati a ricevere i capolavori e le collezioni del re. Nel Salone ovale, nello studio con i quadri e nello studio con le conchiglie furono esposti tutti i tipi di oggetti d'arte e delle ricche curiosità; i muri reggevano dei quadri della collezione reale. Questi pezzi facevano parte dell'appartamento dei collezionisti che terminava con lo Studio delle medaglie. Secondo la descrizione di Mademoiselle de Scudéry, quest'ultimo era illuminato da alcuni lustri di cristallo di rocca e vi si potevano ammirare:
- dei vasi di grandi dimensioni ornati d'oro e di diamanti,
- dei busti e delle figure antiche,
- un veliero d'oro decorato di diamanti e di rubini (è il grande veliero di Luigi XIV che vediamo dipinto sul soffitto del salone dell'Abbondanza),
- delle porcellane di Cina e del Giappone,
- dei vasi d'agata, di smeraldo, di turchese, di giada, di opale girasole, di diaspro di Germania e d'Oriente, di pietra di stella, di corniola, di crisolite,
- delle grottesche figure di perle, di smeraldo, di rubini e di agata,
- una grande quantità di vasi di conchiglia di perle,
- dei dipinti, degli specchi,
- delle antiche statue di animali,
- un grande vaso di diaspro la cui figura è una sorta di ovale irregolare che servì al battesimo di Carlo V.

Una parte di questi tesori fu trasportata, per ordine di Luigi XV, allo studio delle medaglie della biblioteca di Parigi, il resto fu disperso durante la Rivoluzione. La galleria d'Apollo, al Louvre, ha raccolto alcuni pezzi molto belli delle collezioni di Luigi XIV: vasi di cristallo di roccia o in materiali preziosi (diaspro, corniola, etc.) così come dei piccoli gruppi in bronzo.
L'anno 1683 fu rattristato dalla morte della regina Maria Teresa e da quella di Colbert. La sovrintendenza dei Bâtiments passerà per le mani di Louvois che non amava Le Brun e che introdurrà Mignard a Versailles.
1684, l'appartamento dei collezionisti si ingrandì con l'annessione dell'antico appartamento di Montespan, trasformato in una piccola galleria che decorò Mignard e trovò in questa piccola galleria l'occasione di rivaleggiare con Le Brun. Mignard dipinse il soffitto ispirandosi al tema di Apollo e di Minerva, egli decorò allo stesso modo i soffitti dei due piccoli saloni della galleria. Il suolo era un parquet di legno prezioso, i muri erano rivestiti di stoffe sontuose. È in questa stanza che Luigi XV espose i pezzi forti della sua collezione di quadri. Poiché questa collezione di capolavori era considerevole, si appendevano i quadri a rotazione. In questo quadro prezioso, il re si attardava a contemplare la Gioconda.
Nel periodo tra il 1685 ed il 1689 una vera e propria frenesia costruttiva diede origine:
- all'Orangerie che ha sostituito quella di Le Vau, fornendo 3000 arbusti e 150.000 piante floreali ogni anno;
- alle stalle (Écuries);
- al "Grand Commun";
- all'ala nord dei cortigiani.

La costruzione delle ali distinte in Aile du Nord (ala del nord) e Ale du Midi (ala di mezzogiorno) prolungò lo sviluppo delle facciate di Le Vau. Visti dai giardini le tre costruzioni distinte compongono tuttavia un insieme armonioso. La facciata si sviluppava su una lunghezza di 670 m. I due nuovi edifici accoglievano i principi e i cortigiani, le stalle, le carrozze, i servizi generali e gli alloggi dei domestici. Fu distrutta la "Grotta di Tetide".
Nel 1685 avviene la prima assoluta di Roland di Lully nel Théâtre des Grandes Écuries.
Due anni dopo l'insediamento della corte, lavoravano ai diversi cantieri di Versailles da 22.000 a 30.000 operai (secondo la disponibilità dei reggimenti) e 6.000 cavalli. Si eresse una collina allo scopo di arrivare ai 680 m di lunghezza del castello e fu piantata un'intera foresta. L'immenso cantiere era coordinato da Jules Hardouin-Mansart. Il costo totale salì a circa 80 milioni di lire.
In caso di incidenti sul lavoro erano previsti i seguenti rimborsi:
- da 30 a 40 livre per la rottura di un braccio o di una gamba
- 60 livre per la perdita di un occhio
- da 40 a 100 livre per la vedova in caso di morte

Il villaggio di Versailles si trasformò in una vera e propria città che si andava costruendo sull'asse della reggia e dei giardini. I 5.000 cortigiani costruivano nella città le proprie residenze, oppure vi alloggiavano servitori ed equipaggi. Taverne e alberghi contribuivano all'animazione della città, la cui popolazione, che non cessava di crescere, raggiunse i 70.000 abitanti alla vigilia della Rivoluzione.
1686

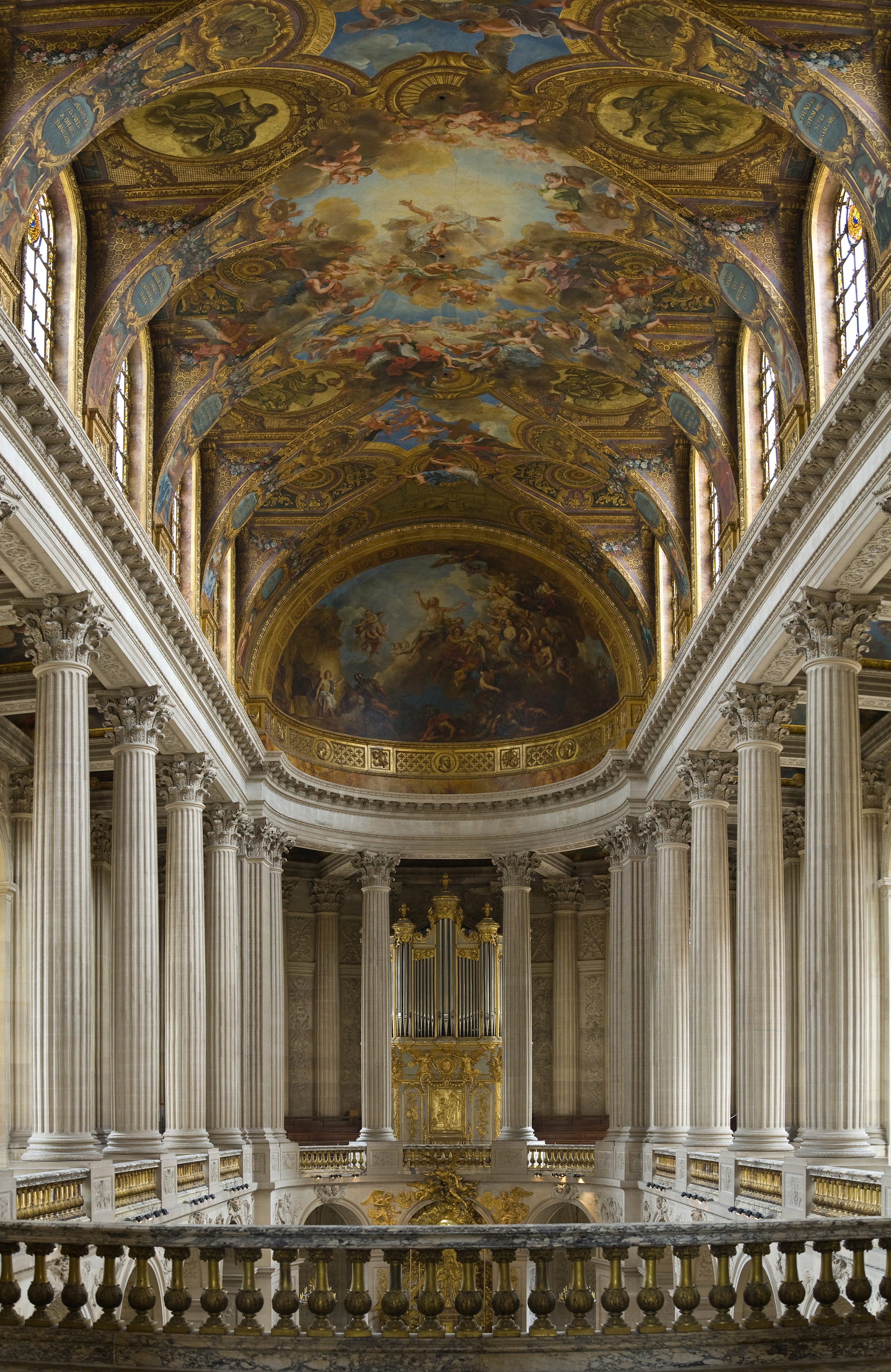
Cappella del castello di Versailles

- Fine della decorazione della galleria degli Specchi di Le Brun.
- Ricevimento degli ambasciatori del re del Siam

1687, il Re si stanca del Trianon di porcellana. Hardouin-Mansart erigerà perciò sullo stesso luogo un piccolo palazzo di marmo e porfido con dei giardini, il Grand Trianon; Luigi XIV sorveglierà i lavori così da vicino da sembrare il vero architetto.
1689. Nella nuova Versailles si accedeva agli appartamenti della regina tramite lo scalone di marmo, chiamato anche Scalone della Regina. Alla sommità vi erano le sue sale delle Guardie del corpo, quindi l'Anticamera, il Grande gabinetto e la Camera che dava sul salone della Pace. L'insieme si sviluppava sulla facciata sud dell'Enveloppe di Le Vau.

I nuovi appartamenti del Re si sviluppavano attorno alla Cour de Marbre. L'appartamento ufficiale, detto "Appartamento del Re" occupava le ali sud e ovest del castello di Luigi XIII e l'"appartamento interno" invece l'ala nord.
L'Appartamento del Re si componeva di sette stanze, di cui la settima fungeva da punto di congiunzione con l'Appartamento interno. Al centro del castello vi era il salone del Re (poi camera di Luigi XIV), e l'appartamento terminava con il gabinetto di Consiglio e il gabinetto delle Terme o delle Parrucche (le due stanze erano situate ove attualmente è il salone del Consiglio).

#### La quarta campagna di costruzione (1699-1710)
Poco prima della sconfitta nella guerra della lega di Augusta (1688-1697), e per l'influenza di Madame de Maintenon, Luigi XIV intraprese un'ulteriore e ultima campagna di costruzione a Versailles. La quarta campagna di costruzione (1699-1710) fu caratterizzata dalla costruzione della cappella (la cappella di Versailles attuale). Quest'ultima venne disegnata da Jules Hardouin-Mansart e, alla sua morte, venne proseguita da Robert de Cotte e completata nel 1710. Con la costruzione della cappella, virtualmente, può dirsi concluso il periodo di costruzione di Versailles sotto il Re Sole, costruzioni che riprenderanno solo sotto il regno di Luigi XV.
Durante questo periodo Versailles è protagonista di un evento di portata internazionale per l'epoca: nel 1700, il duca d'Anjou, nipote di Luigi XIV, venne proclamato re di Spagna alla reggia e prese ufficialmente il nome di Filippo V.
Nel 1701 venne portata avanti la trasformazione degli Appartamenti del re. La camera del Re viene posta definitivamente al centro del castello. L'Anticamera di Bassano e la Camera del Re (del 1689) vennero riunite a formare la chambre à l'œil-de-bœuf. Le stanze, riccamente ammobiliate e rivestite di stoffe preziose, avevano soffitti non dipinti che formavano grandi calotte bianche.

#### Il ricevimento dell'ambasciata di Persia nel 1715
Nell'anno della sua morte, Luigi XIV organizzò proprio a Versailles la sua ultima esperienza pubblica, quasi a voler chiudere le tende della scena sul grande palcoscenico che per anni era stato il suo teatro personale, la reggia che aveva visto sorgere dal nulla.
L'occasione fu il ricevimento dell'ambasciata di Persia il 19 febbraio 1715 capeggiata da Mehmet Rıza Beğ e dall'ambasciatore Chah Huseyin. Il gruppo venne accompagnato dall'armeno Hagopdjan de Deritchan. Fu la prima manifestazione pubblica a cui ebbe modo di assistere il futuro Luigi XV.
Luigi XIV, vestito con un abito di seta costellato di diamanti, ricevette gli ambasciatori della Persia nella galleria degli Specchi. L'impressione presso gli ambasciatori fu tale che il 13 agosto di quello stesso anno venne accordata alla stessa ambasciata una seconda udienza per la firma del trattato commerciale e di amicizia tra Francia e Persia che stabiliva l'istituzione di un consolato persiano a Marsiglia, principale porto di commercio francese con l'oriente. Hagopdjan de Deritchan venne nominato primo console per facilitare le attività di scambio fra i due paesi.
Alla fine di agosto, una folla invase in silenzio gli appartamenti del sovrano. La corte francese veniva ad assistere alla morte del suo Re e lo circondava in silenzio per l'ultima cerimonia. Il 1º settembre, alle otto del mattino, muore il Re Sole. Aveva 77 anni e regnato sulla Francia per 72 anni e cento giorni. La sua morte mise fine al Gran Secolo che Voltaire chiamerà quello di Luigi il Grande.

### Luigi XV
1715, essendo il nuovo Re un bambino, il suo tutore Filippo d'Orléans (detto il Reggente, cugino di Luigi XV) abbandonò Versailles il 9 settembre e s'installò nella sua residenza parigina del Palais-Royal e la corte alle Tuileries. Durante questa reggenza, il duca di Noailles propose di demolire il castello.
1717, Pietro il Grande, zar di Russia, visitò Versailles e risiedette al Grand Trianon.
1722, a 12 anni Luigi XV ritorna a Versailles negli appartamenti di Luigi XIV. Il nuovo sovrano è ansioso di far rispettare le tradizioni di Versailles. L'era delle grandi costruzioni è terminata e il castello non ritroverà più lo splendore che aveva sotto Luigi XIV; Luigi XV non apprezzava particolarmente Versailles, e quando vi si trovava si rifugiava spesso nei Piccoli Appartamenti. La maggior parte del tempo soggiornava al Trianon, a Marly, a Compiègne o a Fontainebleau, oppure nelle piccole residenze private nei dintorni di Parigi.
Le prime trasformazioni furono:

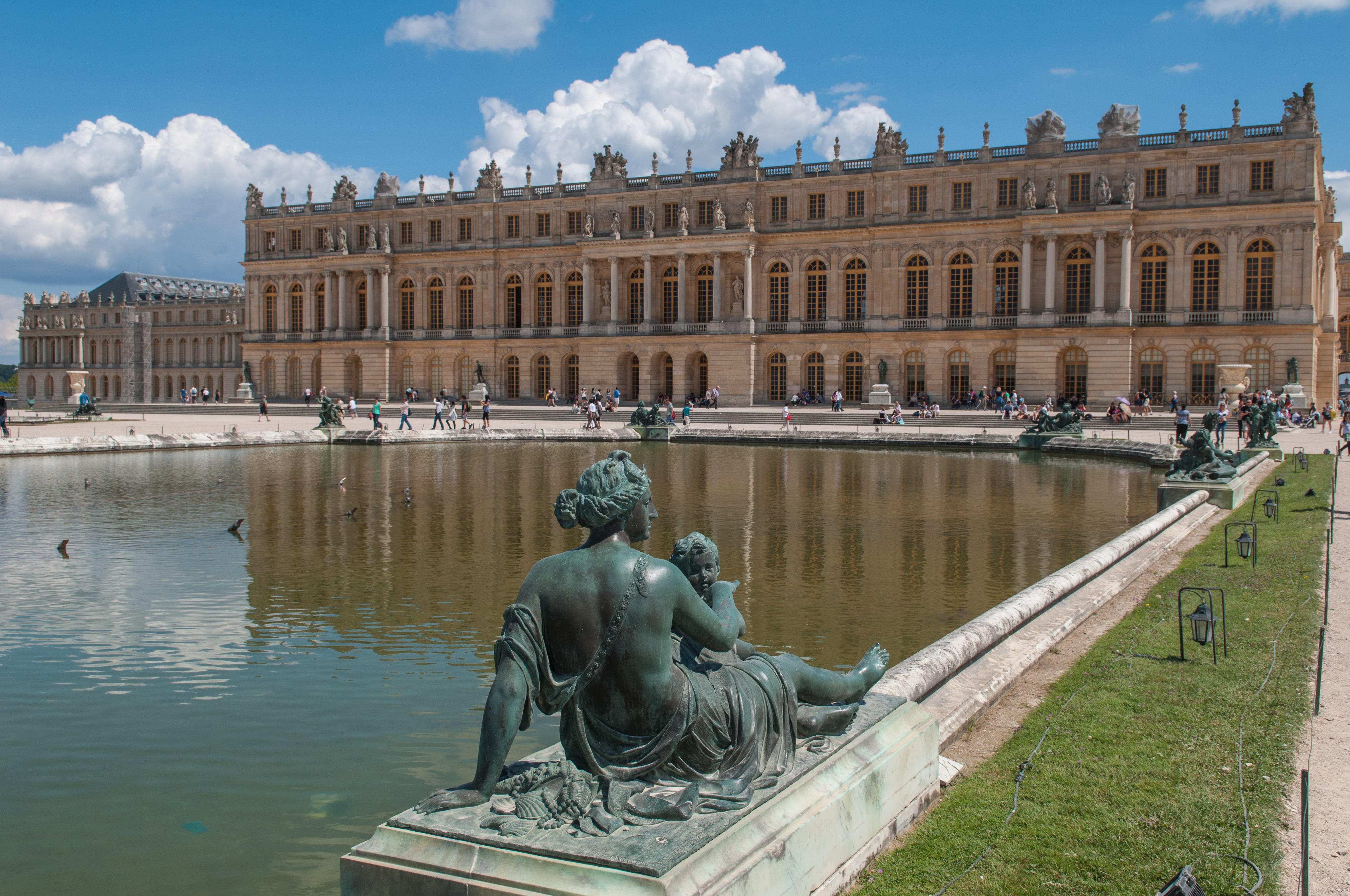
Il castello di Versailles, dal lato dei giardini

- la demolizione dell'Appartamento dei Bagni e dello scalone degli Ambasciatori,
- la costruzione del salone di Ercole (con soffitto di F. Lemoyne), dell'Opéra e del Petit Trianon,
- la trasformazione degli appartamenti del Re, della Regina e dei principi della famiglia reale, di cui fu incaricato Ange-Jacques Gabriel per adattarli al gusto dell'epoca e renderli più confortevoli.

Con la nuova amministrazione dei lavori, alla testa del quale si trovava fin dal 1708 il duca d'Antin, iniziò la decorazione della grande sala (salone d'Ercole), sotto la responsabilità di Robert de Cotte che dirigeva i lavori seguendo le indicazioni dei progetti elaborati negli ultimi anni del regno di Luigi XIV. Questo salone concludeva il Grande appartamento di Le Brun e lo spirito del grande regnante del secolo precedente. Le pareti furono ricoperte di marmi scelti direttamente dallo scomparso Luigi XIV e decorati con due opere del Veronese. La novità risiedeva nel soffitto a cassettoni intagliato su tutte le cornici. François Lemoine coglie l'occasione per rivaleggiare con il Veronese: «L'apoteosi d'Ercole».
Il salone d'Ercole collegava gli appartamenti del Re con l'atrio della cappella. Più tardi, Gabriel prevede di sostituire la scala degli ambasciatori con una nuova scala che verrebbe a formarsi da questa sala.
1729, inizio dei lavori di rinnovo della decorazione della camera della Regina. Robert de Cotte fornisce i disegni della nuova decorazione lignea.
1735, completamento dei lavori di rinnovo della decorazione della camera della Regina di Gabriel padre e figli.
1736, inaugurazione del salone d'Ercole.
1738 fino al 1760, le parti dell'appartamento dei collezionisti di Luigi XIV furono continuamente rimaneggiate. I lavori iniziarono nel 1738 con la creazione della camera da letto privata del Re, e si conclusero nel 1760.
1741, Philibert Orry, che aveva rimpiazzato il duca d'Antin, fece proseguire i lavori per il bacino di Nettuno;
1742, Luigi XV concede l'udienza a Saïd Méhemet Pacha, ambasciatore straordinario del Grande Sultano.
1745, alla testa dell'amministrazione di palazzo, Charles François Paul Le Normant de Tournehem succede a Philibert Orry, grazie all'influenza della sua pupilla - forse anche figlia - Madame de Pompadour.
1750, Luigi XV introdusse un nuovo elemento nei suoi appartamenti reali: la sala da pranzo dal ritorno dalla caccia.
1751, morte di Tournehem che fu rimpiazzato con il marchese di Marigny, fratello di Madame de Pompadour. Sotto la sua direzione vengono chiamati l'architetto Ange-Jacques Gabriel e due scultori lignei, Verbeckt e Rousseau. È l'appartamento di Maria Leszcyniska che fornisce a Gabriel e a Verbeckt l'occasione per lavorare insieme.
1752, distruzione della scala degli Ambasciatori, della Piccola galleria e dello Studio delle medaglie. Queste testimonianze gloriose del regno di Luigi XIV furono distrutti per far posto alla creazione dell'appartamento destinato alla primogenita delle figlie di Francia: Madame Adelaide.
1755, la seconda trasformazione consisteva nell'unire il vecchio studio del Re (gabinetto del Consiglio) con il gabinetto delle Terme (o delle Parrucche) per formare il grande salone del Consiglio. Jules Antoine Rousseau scolpì le lavorazioni lignee dorate. Gabriel riutilizzò una parte degli antichi pannelli per decorare le pareti. Al secondo piano si sviluppavano i gabinetti personali del re. In questa parte del palazzo non erano presenti dorature che coloravano le lavorazioni in legno. Colori vivi e variegati rallegravano le statue, dipinte secondo le tecniche elaborate da Martin, l'inventore della famosa «vernis Martin». L'elemento essenziale di questo appartamento era una piccola galleria illuminata sulla Corte di Marmo. Tavole di Boucher, Carle Van Loo, Lancret, Pater e Parrocel erano appese su tavole decorate.
Durante tutta la sua carriera Gabriel fece fronte ai problemi con gli alloggi. La Regina mise al mondo otto principesse:
- Madame Marie-Louise e Madame Thérèse-Félicité morirono molto giovani
- Madame Henriette-Anne fu portata via per la malattia nel 1752
- Madame Louise-Elisabeth divenne duchessa-infanta di Parma
- Madame Louise-Marie prese il velo e si ritirò nel Carmelo di Saint-Denis
- Madame Adélaïde, Victoire-Louise e Sophie-Philippine vissero a palazzo fino alla fine del regno.

Per sistemare tutte queste principesse, in modo da supplire al loro rango, Gabriel effettua molti lavori. Nel corso degli anni le Madame cambiarono vari appartamenti, passando dall'ala sud a quella nord, e al piano terra del corpo centrale (anche al primo piano come ben sappiamo da Adelaide). Questi traslochi portarono alla scomparsa successiva dell'appartamento dei Bagni, della scala degli Ambasciatori e alla chiusura della Galleria bassa. Questi appartamenti furono distrutti da Luigi Filippo, ma alcune splendide tavole sfuggirono alla distruzione e ci testimoniano il lusso che regnava negli appartamenti delle Madame.
Secondo la tradizione stabilita sotto Luigi XIV, il delfino e la sua sposa prendevano due appartamenti nel piano terra situati sotto l'appartamento della Regina e, nell'angolo, sotto una parte della galleria degli Specchi. Meravigliose decorazioni furono create. Il secolo XIX devastò tutto questo. Furono conservati solo la camera del Delfino e la Biblioteca.
Sotto Luigi XV la piccola sala degli spettacoli della Corte dei Principi era inopportuna e non si prestava più ai nuovi modi. Madame de Pompadour, per distrarre il Re, montò una piccola truppa di commedianti scelti fra i suoi amici; la marchesa stessa aveva il suo ruolo. La piccola truppa aveva due teatri a propria disposizione, teatri provvisori e trasportabili, installati in una piccola galleria e la cella della scala degli Ambasciatori. Questi piccoli teatri accoglievano troppo pochi spettatori ed erano insufficienti per le necessità della corte.
Facendo costruire l'ala nord, Luigi XV aveva pensato di erigere un'opera, ma le scarse finanze alla fine del suo regno glielo impedirono. Fece riprendere il progetto in occasione del matrimonio di suo nipote con l'arciduchessa Maria Antonietta, e alcuni anni prima della sua morte completava così l'opera del re Sole.
Gli ultimi anni di regno di Luigi XV furono dedicati alla costruzione dell'Opéra Royal, per le nozze del Delfino. Questo spinse gli architetti a creare una maestosa sala da teatro; la sua eleganza è dovuta all'armonia del colore blu con il bianco e con gli ori, ma soprattutto al colonnato e alle arcate di specchi dell'ultimo piano; nonché alla mancanza di separazione tra i palchi, evitando così l'effetto conigliera dei teatri italiani. Realizzata in legno intarsiato gode di un'ottima acustica e può accogliere fino a seicento spettatori. L'intera sala è illuminata da centinaia di candele.
1757, il 5 gennaio, attentato di Damiens contro il re.

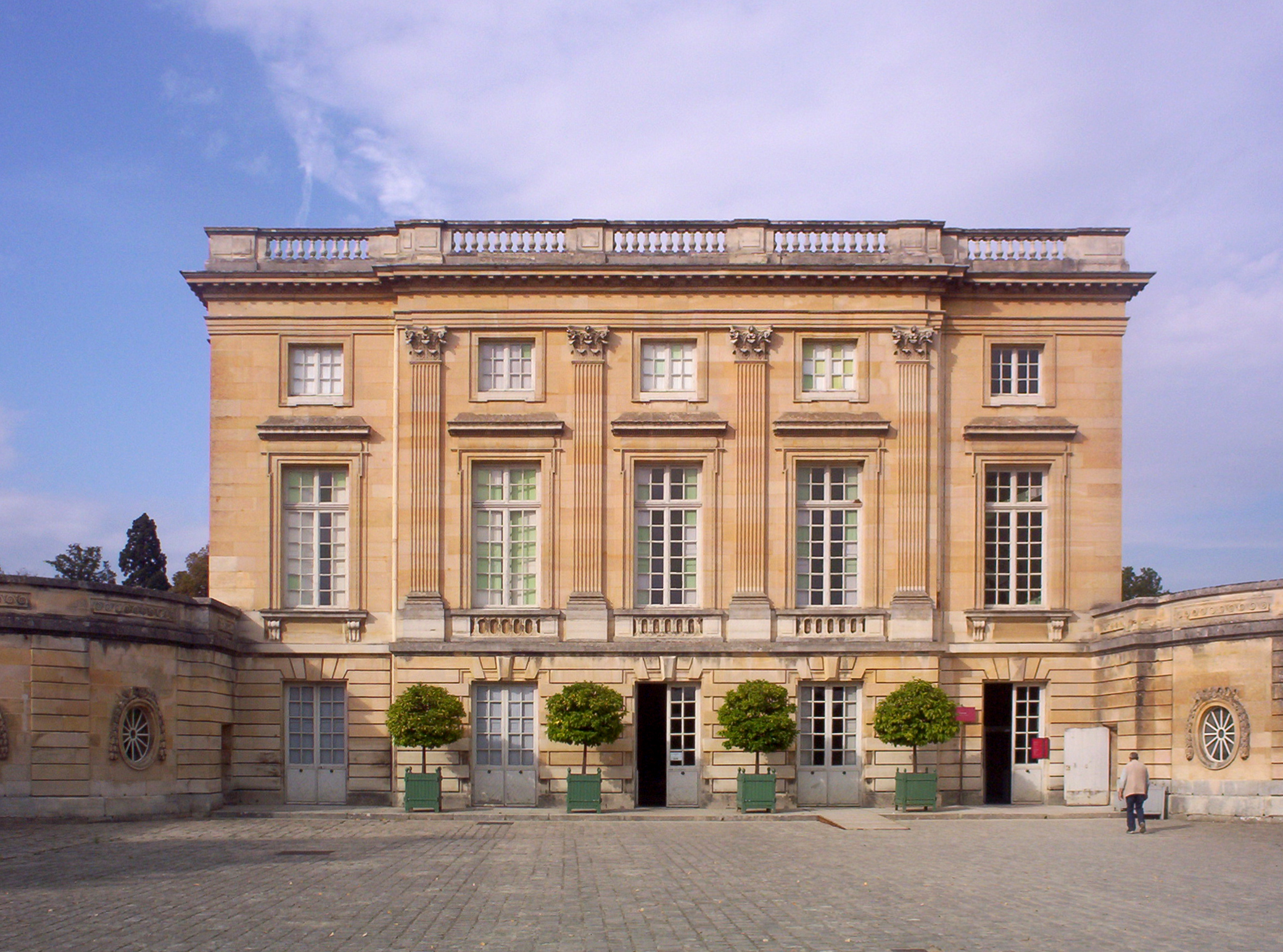
Il Petit Trianon

1761 fino al 1768, Ange-Jacques Gabriel costruisce il Piccolo Trianon, non lontano dal Grand Trianon. Questo edificio è considerato il capolavoro di Gabriel e l'uno dei migliori esempi di architettura neoclassica francese.
1769, la principessa Adelaide traslocò ed il suo appartamento fu riunito con quello di Luigi XV. Le due parti notevoli dell'appartamento interno erano la nuova camera del Re ed il suo gabinetto interno (quest'ultimo forma il perno tra i vecchi saloni e le «sale nuove» dell'appartamento di Adelaide.
Nella seconda parte del regno di Luigi XV i progetti di ricostruzione delle facciate che guardano verso la città prenderanno corpo. Si riprocede alla ricostruzione delle pareti di Le Vau e alla loro ridisposizione.
1770, il 16 maggio viene celebrato il matrimonio del delfino (Luigi XVI) con Maria Antonietta d'Asburgo-Lorena, arciduchessa d'Austria, celebrato nella nuova Opèra di Versailles (Théâtre de Gabriel) che sarà inaugurata il giorno dopo in occasione del ricevimento reale, che segna il vertice dell'arte di Gabriel con Persée di Jean-Baptiste Lully ed il 18 maggio con Castor et Pollux di Jean-Philippe Rameau.
1771 Gabriel presentò al Re il suo «Grande Progetto» che mirava alla ricostruzione di tutte le facciate rivolte verso la città. Solo l'ala destra, che rischiava di cadere, fu effettivamente costruita. Con il suo padiglione a colonne, le regole dell'architettura classica furono rispettate. Il Re approvò questo progetto. Poiché il denaro scarseggiava nelle casse reali, Madame du Barry si incaricò di recuperare fondi per quest'operazione.
1772, i lavori del «Grande Progetto» cominciarono ma non furono mai completati: tuttavia diedero il nome all'ala Luigi XV. All'interno dell'ala, i lavori della grande scala detta del Piano Nobile iniziarono, ma non saranno terminati che nel 1785. Alla fine dell'«Ancien Régime», il palazzo sarà la residenza reale più lussuosa di tutta l'Europa.
Mentre Gabriel proseguiva la sua opera, la vita della corte proseguiva, sempre brillante e lussuosa, ammaliata di balli e di feste. La distrazione preferita di questo secolo fu il teatro. Si apprezzava Voltaire per le sue tragedie e la sua prosa. Madame de Pompadour darà un grande impulso a questo movimento.
Luigi XV fu responsabile della distruzione di questi tesori dell'età di Luigi XIV, che aveva saputo creare all'interno del palazzo magnifiche decorazioni. I giardini ed in particolare il Trianon si erano arricchiti del Padiglione francese e del Piccolo Trianon.
- Durante questo periodo fu istituita una guarnigione a difesa della reggia di Versailles, composta da circa un centinaio di soldati scelti, con divise ben riconoscibili e molto sfarzose. Questa unità di "soldati della guardia", così venivano chiamati, costituivano la "guarnigione" o "esercito" di Versailles.

Nel 1773 avviene la prima assoluta di Sabinus di François-Joseph Gossec, del successo di Ernelinde di François-André Danican Philidor e di Céphale et Procris ou L'amour coniugal di André Grétry per le nozze di Carlo X di Francia con Maria Teresa di Savoia.
Nel 1774 finiscono i lavori per il "Pavillon Gabriel" (padiglione Gabriele) costruito su quella che era l'antica ala dei Ministri di destra da Jean-Gabriel Barthélémy di cui il nome Gabriel.

#### 1729-1736: il salone d'Ercole

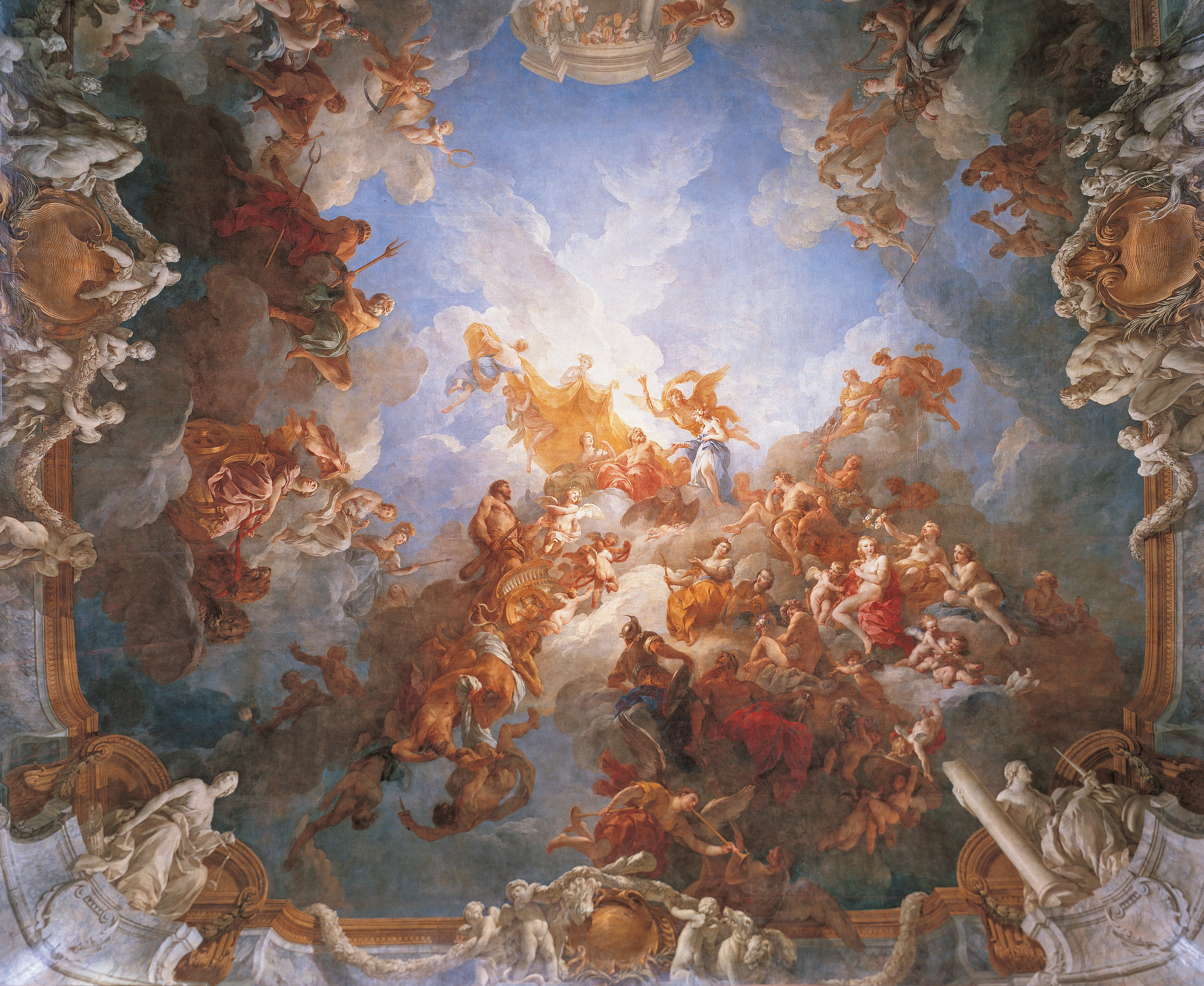
L'apoteosi di Ercole, soffitto del salone d'Ercole dipinto da François Lemoyne.

Uno degli elementi caratterizzanti le trasformazioni a Versailles operate da Luigi XV, fu la realizzazione del nuovo salone d'Ercole, nel 1712. Esso si trovò a rimpiazzare lo spazio della vecchia cappella distrutta da Luigi XIV nel 1710 per la costruzione di quella nuova, più spaziosa. Il cantiere del nuovo salone venne posto sotto la direzione di Robert de Cotte, ma questo venne interrotto con la morte di Luigi XIV e non venne ripreso sino al 1729 quando Luigi XV non fece ritorno stabilmente al castello. Il soffitto del grande salone venne decorato tra il 1733 ed il 1736 da François Lemoyne con una rappresentazione dell'apoteosi di Ercole. Sulla parete di fondo venne esposta un'immensa tela del Veronese offerta dalla Repubblica di Venezia a Luigi XIV nel 1664, La cena in casa di Simone. La sala poteva dirsi terminata nel 1736, ma l'inaugurazione avvenne il 26 gennaio 1739 con un bal paré per l'occasione del matrimonio del figlio di Luigi XV con l'infanta di Spagna. Il salone di Ercole venne da allora utilizzato per ospitare gli eventi eccezionali a corte, i «grands couverts» (ad esempio nel 1769 il ricevimento del matrimonio del duca di Chartres, o nel 1782 quello per la nascita del Delfino o per concedere udienze ad ambasciate straordinarie come quella per il sultano di Mysore Tipou Sahib nell'agosto del 1788.

### Luigi XVI

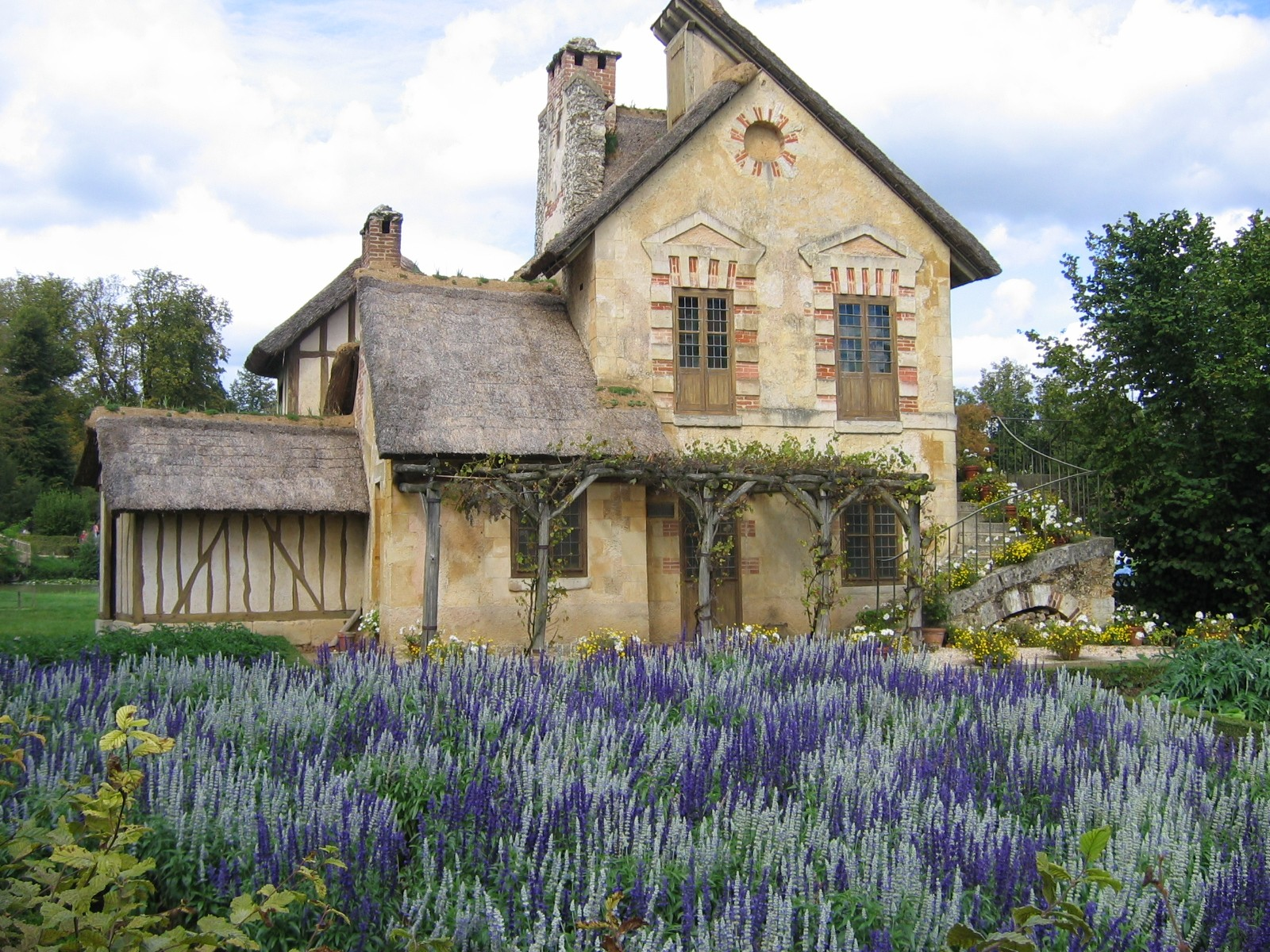
Le Hameau di Maria Antonietta.

Durante il regno di Luigi XVI la vita di corte a Versailles continuò a declinare inesorabilmente, divenendo un guscio vuoto di senso, con la fuga sia dei cortigiani sia della famiglia reale e l'assenza di comodità negli appartamenti (non vi erano infatti bagni né riscaldamento), fatto che rese sempre più necessario un rinnovamento profondo degli edifici.
Luigi XVI, tentò in qualche modo di restaurare il palazzo. Il re voleva ripristinarne i fasti e farne una residenza più confortevole e moderna. Decine di architetti arrivarono a corte per accaparrarsi l'appalto, ma le scarse risorse finanziarie dovettero costringere il re ad adottare più modeste soluzioni: un maquillage delle boiseries e dei tendaggi, oltre all'acquisto di mobili e tappezzerie alle fabbriche di Gobelin e di Lione.
La moglie di Luigi XVI, la regina Maria Antonietta, nei pressi del Petit Trianon (regalatole dal marito dopo la nascita del primo erede maschio) fece costruire un piccolo villaggio, l'Hameau, dove poter essere libera dalla rigida etichetta di corte e condurre una vita più semplice con i suoi figli, in mezzo alla natura. Il villaggio (tuttora visitabile) comprende varie costruzioni tra cui un mulino.
Maria Antonietta, inoltre, diede molta importanza al mantenimento dei giardini e delle piante della Reggia.
La Regina amava molto questi luoghi ameni anche per poter trovare intimità coi suoi amici più intimi, in un momento particolarmente difficile della sua vita privata, in quanto trascurata dal marito che le preferiva alcune amanti allora in auge.
Ecco che allora preferiva vivere in maniera bucolica, giocando alla mugnaia lesta, per passare le giornate lontane dalla noia dell'etichetta di Corte.
Talvolta ci poteva scappare il fattaccio (si narra di congiungimenti all'interno di queste stanze), ma non è dimostrata la conseguenza di gravidanze indesiderate, forse anche per l'estrema attenzione riservata dalla Regina ai primi rudimenti della teoria anticoncezionale. Del resto si trattava di una giovane donna, lasciata sola dal marito, ancora viva nei sentimenti più istintivi che la portavano a voler essere desiderata.
Nel 1783 avviene la prima assoluta di Le corsaire di Nicolas Dalayrac, nel 1784 di Les paysans patriotes di Georg Joseph Vogler e di Dardanus (Sacchini), nel 1787 di Le mensonge officieux di Niccolò Piccinni e nel 1788 di Inès et Léonore ou La sœur jalouse di Jean-Baptiste Bréval.

#### La biblioteca di Luigi XVI
Alla sua ascesa al trono nel 1774, Luigi XVI scelse di far realizzare una biblioteca che a palazzo mancava completamente e che veniva incontro innanzitutto alle sue esigenze personali. I decori, disegnati da Ange-Jacques Gabriel, e le sculture realizzate da Jules-Antoine Rousseau, accompagnarono il grande tavolo realizzato appositamente da Jean-Claude Quervelle per permettere al sovrano di esporre le sue preziose porcellane di Sèvres. Due mappamondi, uno terrestre ed uno celeste, completarono i decori nel 1777. In questa biblioteca Luigi XVI decise l'arresto del suo grande elemosiniere il 15 agosto 1785 su consiglio del barone de Breteuil e di Armand Thomas Hue de Miromesnil.

#### 1783:le Cabinet doré
Altra opera fatta eseguire da Luigi XVI fu la realizzazione del cosiddetto Cabinet doré, un ambiente progettato appositamente per esporre le collezioni di stoviglie in oro fatte realizzare sotto Luigi XIV. Sotto il regno di Luigi XV, questo ambiente era stato collegato con gli appartamenti di madame Adelaide, sorella del re, ed era col tempo divenuto il Gabinetto della Musica dove la principessa prendeva lezioni di arpa e dove nel 1763 Mozart suonò davanti alla famiglia reale francese. Con Luigi XVI l'ambiente tornò ad essere una stanza da esposizione museale e dal 1788 il re vi espose stabilmente la sua collezione di farfalle personale.

## La Rivoluzione francese

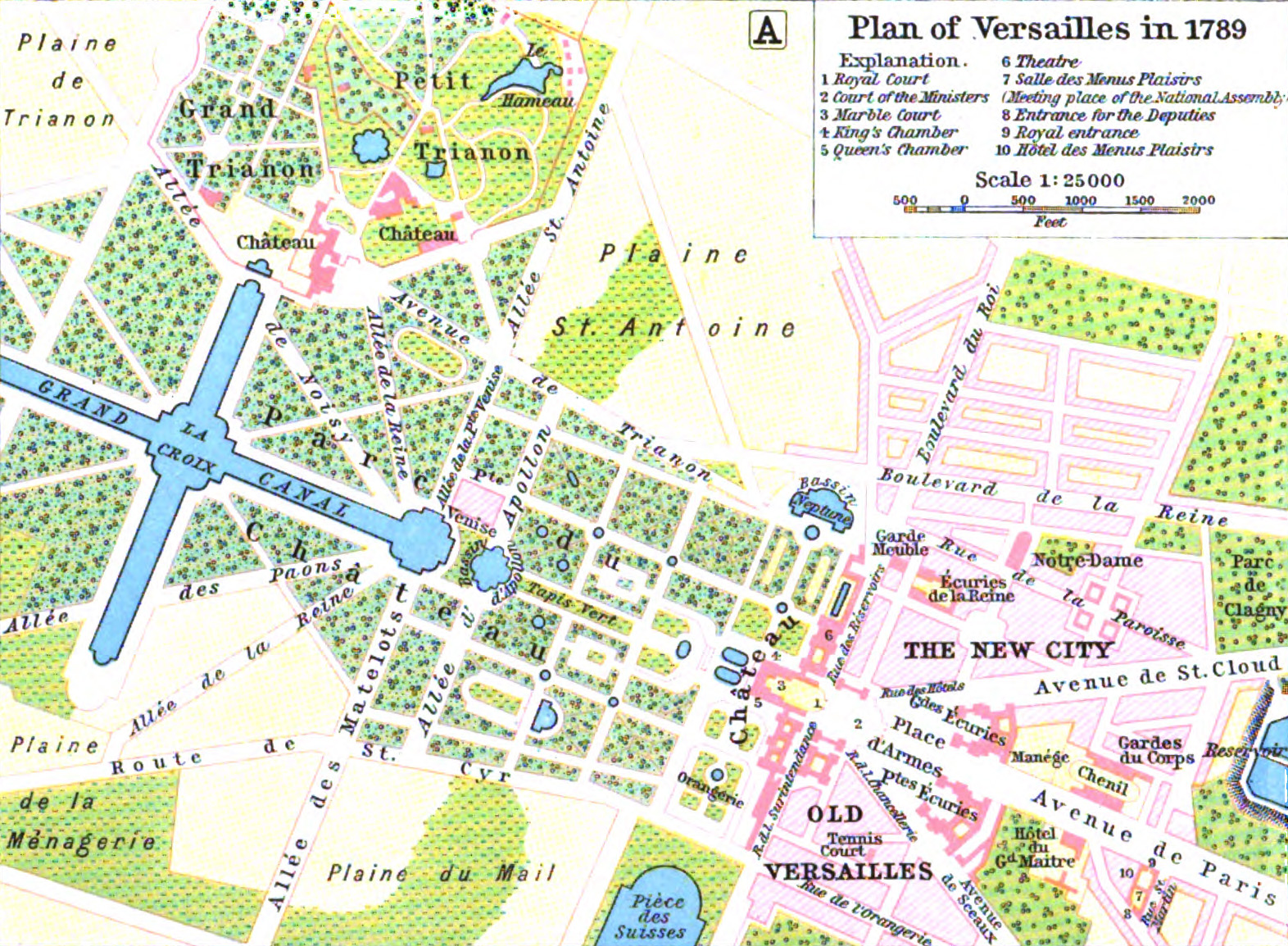
Mappa del complesso della reggia di Versailles nel 1789

Versailles vive l'apice della Francia borbonica, ma anche la sua caduta: è a Versailles che si tennero gli Stati generali nel 1789, il 5 maggio. Successivamente, il 5-6 ottobre del 1789, Luigi XVI e la corte intera furono costretti a trasferirsi a Parigi, svuotando definitivamente Versailles. Con il 1791, i dipinti, gli oggetti e tutti gli emblemi troppo esplicitamente rimandanti alla monarchia vennero tolti dal palazzo e spediti insieme ad altre opere d'arte al Louvre. Nel 1792, in seguito alla caduta della monarchia, la reggia venne saccheggiata da vandali.
La Convenzione, dopo la decapitazione del re nel gennaio del 1793, il 10 giugno di quello stesso anno decise di mettere all'asta i mobili del castello (17.000 pezzi in tutti, dalle posate alle maniglie delle porte) suddivisi in 17.182 lotti che vennero definitivamente smaltiti tra il 1793 ed il 1796. I pezzi migliori partirono per l'Inghilterra dove vennero acquistati da agenti di re Giorgio III col compito di rifornire mobilio per la decorazione di Buckingham Palace e del castello di Windsor. Charles-François Delacroix, padre del pittore Eugène Delacroix, nel 1793 propose alla convenzione di radere al suolo il castello e di ricavarne terreno da coltivare per la popolazione, ma per fortuna quest'operazione venne giudicata difficilmente attuabile e per di più troppo dispendiosa. I sanculotti, però, decisero di strappare i fiori dei giardini per piantarvi patate e cipolle ad uso della popolazione, mentre il Petit Trianon così come l'Opéra e la Cappella Reale divennero ritrovi di rivoluzionari e taverne.

## Il consolato ed il primo impero francese

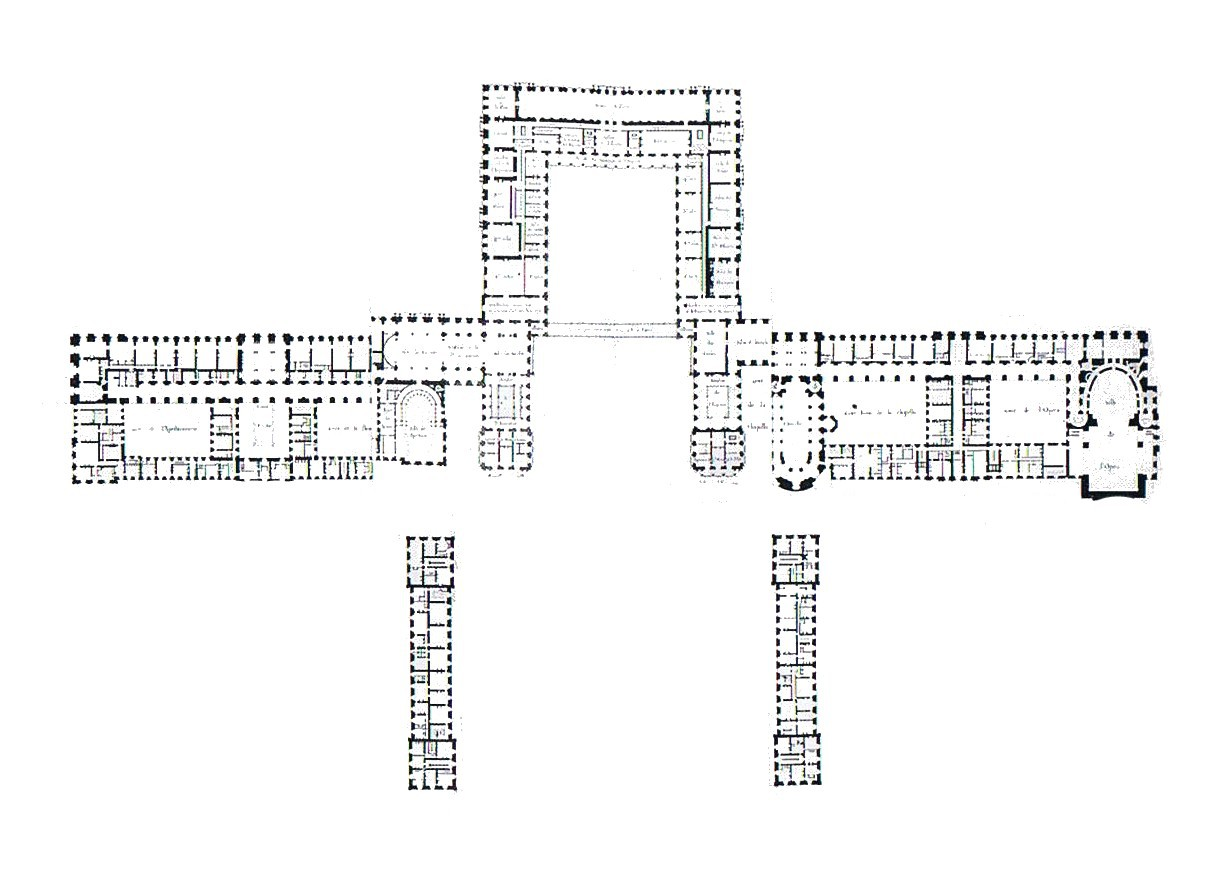
Prima mappa del progetto di Pierre Fontaine (1807).

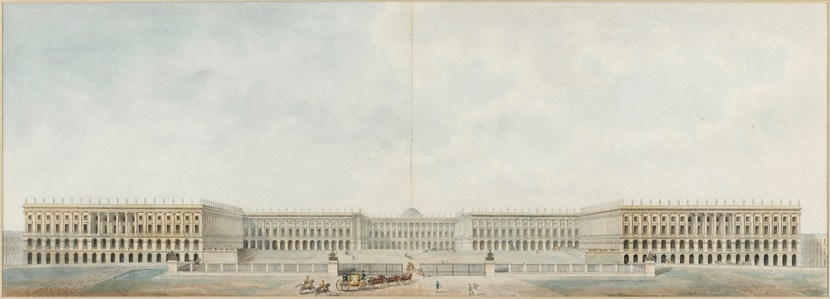
Veduta del progetto finale di Alexandre Dufour e Fontaine per Versailles (1811).

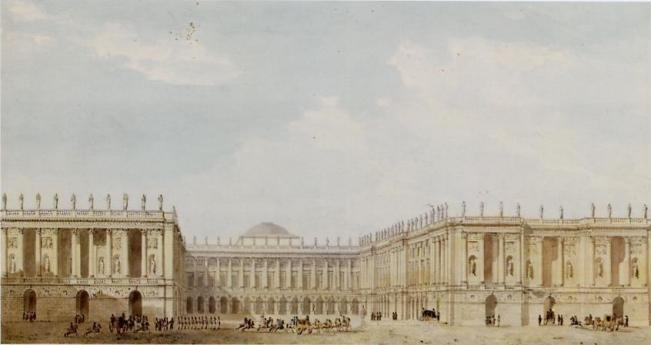
Altra veduta del progetto finale di Alexandre Dufour e Fontaine (1811).

Il 1 novembre 1804, il gran maresciallo di palazzo Géraud Christophe Michel Duroc, prese ufficialmente possesso della reggia di Versailles per conto di Napoleone Bonaparte. La reggia nel suo complesso era ancora in piedi, ma all'interno era completamente vuota di tutto quanto aveva contenuto in passato. Il 3 gennaio 1805 papa Pio VII, venuto in Francia per l'incoronazione di Napoleone a Parigi, tenne un Angelus proprio a Versailles e benedisse la folla dalla finestra centrale della galleria degli Specchi.
Dal 13 al 22 marzo di quello stesso anno, l'imperatore personalmente soggiornò a Versailles e quindi pensò di rendere la reggia il suo palazzo imperiale, ma il palazzo rimase inutilizzata fino al ritorno della monarchia. L'unica cosa che il Bonaparte pensò di fare fu la trasformazione del Grand Trianon come propria residenza per i mesi estivi.
L'Impero apportò numerosi servizi a Versailles: a partire dal 1806 vennero fatti realizzare una serie di mobili e soprattutto arazzi di commissione alla Manifattura dei Gobelins con soggetti imperiali come ad esempio L'Imperatore e la sua famiglia, L'Imperatore ed il suo corpo di comandanti, I grandi uomini dell'antichità, oltre al progetto di trasferire a Versailles numerose statue dal Louvre tra cui la copia francese del Laocoonte. L'11 marzo del 1806, l'imperatore incaricò l'architetto Jacques Gondouin di pensare ad una possibile trasformazione del palazzo al fine di utilizzarlo per scopi di stato e l'architetto propose alla fine due progetti:
- La prima soluzione, economicamente più semplice da realizzare, consisteva nel raddoppiare il padiglione Gabriel costruendo un'ala che avrebbe potuto ospitare un nuovo teatro, collegando i due padiglioni con una galleria
- La seconda soluzione, più ambiziosa, avrebbe portato al rinnovamento della Gran Commun, dell'Orangérie e del Grand Canal.

Nel 1806 e nel 1807, le spese per le nuove guerre intraprese in Europa, portarono ad uno stop dei lavori sul progetto di Gondouin, permettendo a Guillaume Trepsat e Pierre Fontaine di pensare a nuovi progetti da proporre all'imperatore. Quando Napoleone ad ogni modo visitò il castello l'11 marzo 1808, decise di abbandonare definitivamente il dispendioso progetto di Gondouin ed ordinò semplicemente di consolidare gli edifici e di ripristinare quanto prima i rivestimenti decorativi interni che erano stati asportati con la rivoluzione (soprattutto gli specchi e le serrature delle porte e delle finestre).
Nel 1810, dopo il suo matrimonio con l'arciduchessa Maria Luisa d'Asburgo-Lorena, Napoleone I riprese nuovamente l'idea di trasformare Versailles e per questo si rivolse ad un nuovo architetto, Alexander Dufour il quale procedette velocemente al ripristino del Grand Canal ma fortunatamente non mise in opera il resto del progetto che prevedeva di cancellare la Corte di Marmo e costruire una nuova ala con un padiglione centrale che avrebbe ospitato la sala del trono dell'Imperatore, convertendo altresì la cappella in teatro.
Nel 1811, dopo la nascita del re di Roma, Napoleone I pensò in un primo tempo di modificare il palazzo di Versailles per farne dono al figlio come sua residenza una volta divenuto principe ereditario, ma successivamente si risolse a costruire il Palazzo del re di Roma a Chaillot, mantenendo l'erede negli appartamenti dell'imperatrice quando si fosse recato al castello. Durante il medesimo periodo, altri due progetti vennero sottoposti all'attenzione di Napoleone:
- Quello di Jean-François Heurtier che propose di creare un vasto cortile di sfondo colonnato;
- Quello di Pierre Fontaine e Alexandre Dufour che proposero un nuovo progetto per la costruzione di un edificio sopra la Grand Commun e quindi unire i due ambienti attraverso un cortile interno

La brusca fine del primo impero impedì i lavori di mutazione che Versailles avrebbe subito nel suo complesso e pertanto la reggia rimase inutilizzata sino al ritorno della monarchia, pur soggiornando l'imperatore regolarmente al Grand Trianon.

## La restaurazione borbonica
Con la restaurazione borbonica nel 1815, Luigi XVIII ottenuto il trono decise di riportare il palazzo al suo antico splendore pur conscio del rischio che avrebbe rappresentato il trasferirsi nuovamente a Versailles con tutta la corte dopo aver visto l'esempio di suo fratello Luigi XVI. Egli pensò quindi di avviare dei validi lavori di restauro al castello, senza comunque prendervi residenza stabile, lavori che vennero proseguiti anche sotto il regno di suo fratello Carlo X. Per rendere il palazzo maggiormente simmetrico nelle forme, Luigi XVIII ordinò di erigere il Pavillon Dufour progettato appunto dall'architetto Alexandre Dufour. I lavori vennero affidati alla direzione di Philippe Louis Marc Antoine de Noailles, principe di Poix e governatore della Casa Reale di Versailles e Trianon, il quale morì nel 1819 lasciando tale carica a Armand Maximilien Francois-Joseph-Olivier de Saint-Georges, marchese di Verac, marito di una sua nipote.

## Luigi Filippo I

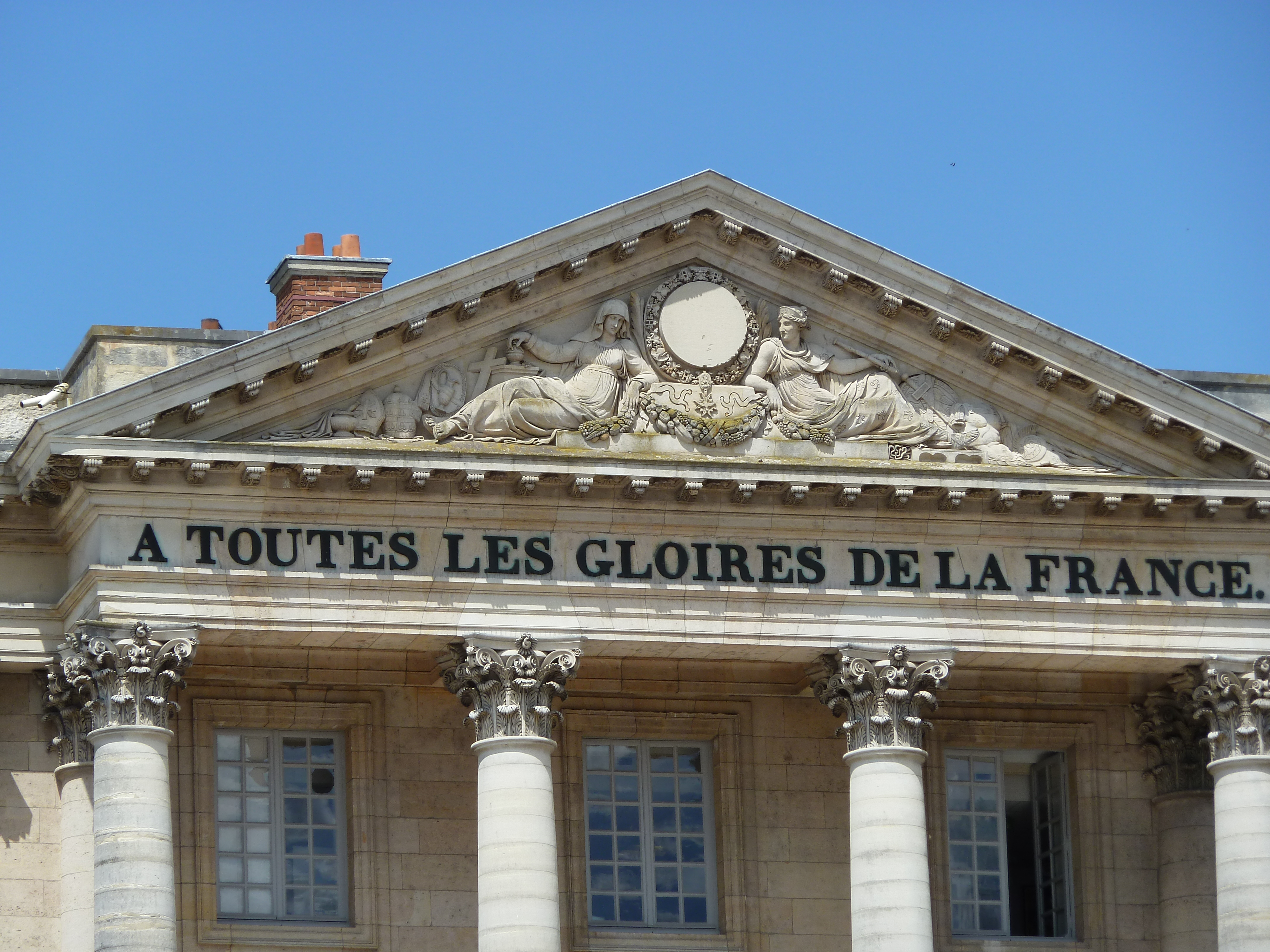
A TOUTES LES GLOIRES DE LA FRANCE, inciso sopra il frontone dell'Ala Gabriel. Il rilievo superiore a scultura rappresenta La Francia e la Religione sostengono le armi di Francia, opera dello scultore Bernard Lange.

Luigi Filippo, ottenuto il trono a seguito della caduta di Carlo X, intraprese nuovi lavori per riqualificare Versailles non tanto come reggia per la monarchia francese che rimaneva legata ad un ideale di sacralità della corona, sprechi e assolutismo da ancient régime, ma anzi come monumento storico per lo Stato francese, un museo da aprire e da far conoscere ai cittadini.
Egli affidò pertanto questo compito al suo ministro Camille Bachasson, conte di Montalivet, mettendo subito in chiaro il nuovo intento dei lavori di restauro avviati a breve partendo dalla facciata del castello dove, sui frontoni dell'Ala Gabriel e del Padiglione Dufour fece riportare la dedica "A TOUTES LES GLORIES DE LA FRANCE" ("A tutte le glorie della Francia"), dando quindi alla reggia una connotazione più nazionale.

### LaGalerie des Batailles

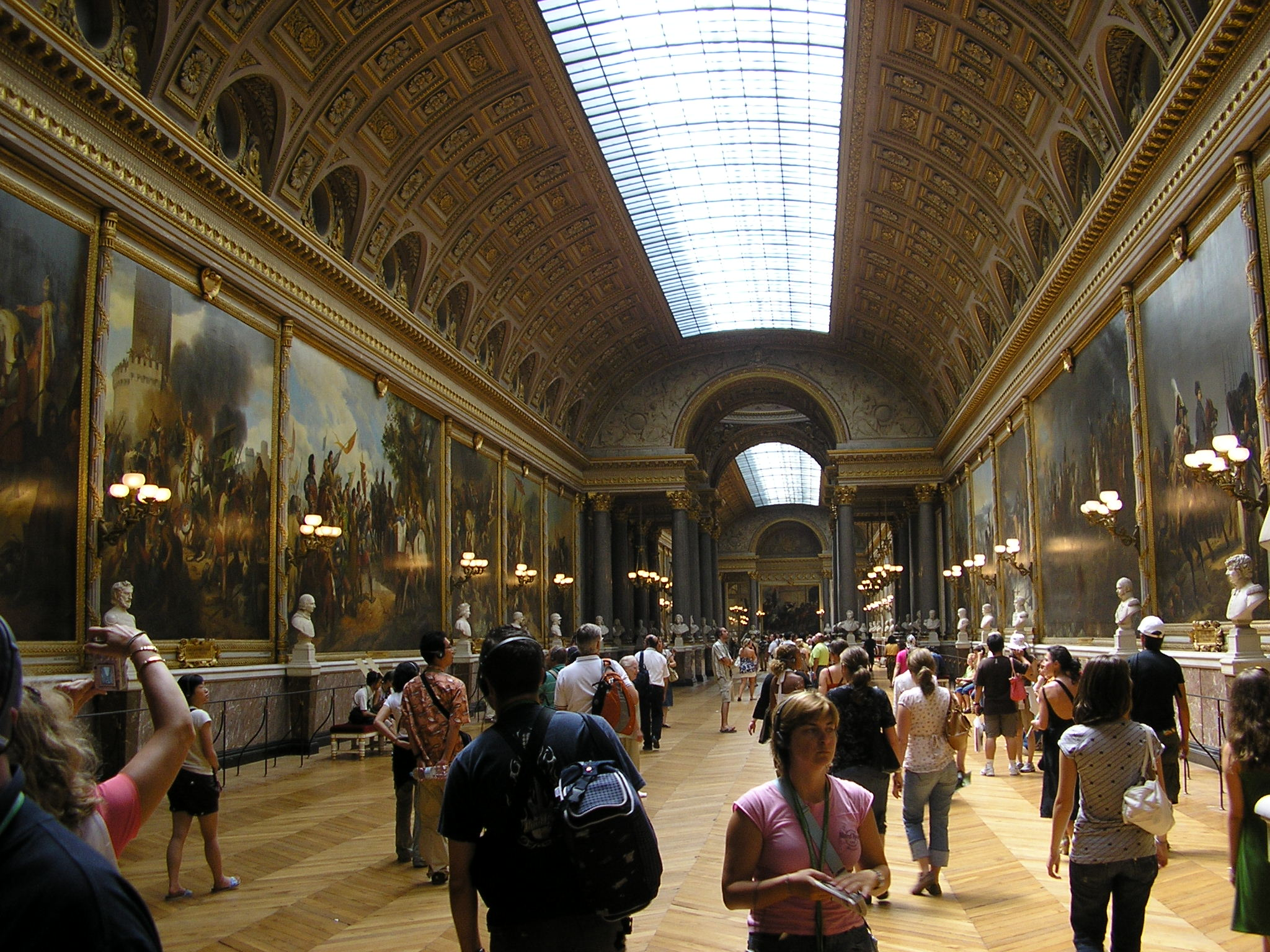
Galleria delle Battaglie, Reggia di Versailles

Nel 1833 Luigi Filippo I era ormai convintamente deciso a salvare Versailles dalla rovina ed a trasformare il complesso in un grande museo della storia francese per celebrare le conquiste militari dell'ancient régime, della Rivoluzione Francese, dell'Impero e della Restaurazione. Egli era molto legato a questo progetto che, a suo parere, avrebbe segnato la definitiva riconciliazione nazionale della società tra monarchia e repubblica sotto l'egida della Monarchia di Luglio, motivo per cui supervisionò personalmente l'esecuzione di tutti i lavori svolti alla reggia.
Il restauro del castello venne affidato dall'architetto Pierre Fontaine per una spesa totale preventivata di 23.000.000 di franchi. Luigi Filippo volle anche garantire il ripristino del Grand Trianon ad uso personale. Nel mese di ottobre del 1837, qui si celebrò il matrimonio di sua figlia, la principessa Maria, con il duca di Württemberg. Fu durante quest'occasione che il re ebbe per la prima volta il piacere di presentare alla Francia il lavoro svolto negli ultimi anni sotto il suo regno: nell'ala sud, al posto degli appartamenti dei principi che erano andati completamente distrutti, fece realizzare la Galerie des Batailles ("Galleria delle Battaglie"). La struttura, di notevoli dimensioni (120 metri di lunghezza per 13 di larghezza) venne decorata con trentadue grandi dipinti inerenti alle gloriose azioni militari della storia della Francia dalla battaglia di Tolbiac del 496 a quella di Wagram del 1809. Il pittore che realizzò i dipinti fu Horace Vernet.
Il museo della storia della Francia a Versailles, dedicato a "tutte le glorie della Francia", era però già stato ufficialmente inaugurato da Luigi Filippo il 10 giugno 1837, come parte dei festeggiamenti che segnarono le nozze del principe ereditario con la principessa Elena di Meclemburgo-Schwerin.
Il museo così terminato incontrò il parere favorevole di molti contemporanei tra cui quello prestigioso di Victor Hugo il quale commentò a tal proposito:

## Dal secondo impero ad oggi

### Napoleone III
Durante il secondo impero, si assité solamente alla «messa in opera di una sala commemorante le vittorie della Crimea e d'Italia. Tuttavia Napoleone III si dedicò alla conservazione del castello nelle migliori condizioni possibili. Nel 1855 organizzò un sontuoso pranzo per il ricevimento della regina Vittoria nella galleria degli Specchi.
L'imperatrice Eugenia, che era particolarmente attratta dalla figura di Maria Antonietta, riportò l'interesse del marito su Versailles e fu sotto la sua influenza che, in occasione dell'Esposizione universale del 1867 diversi mobili prestigiosi vennero reintegrati nel patrimonio del castello, tra cui il porta gioielli realizzato da Schwerdfeger e la scrivania di Luigi XV di Roentgen.

### La guerra del 1870-71
Con la caduta di Napoleone III al seguito della guerra franco-prussiana, Versailles non ritornò mai agli splendori di un tempo, se non in qualche episodio isolato ma importante per la storia nazionale francese.
Fu così che la reggia divenne dapprima il quartier generale dell'esercito prussiano durante l'assedio di Parigi, sempre nel corso della guerra franco-prussiana del 1870. La galleria degli Specchi servì come ospedale per i feriti e vi vennero installati 400 letti per i soldati, mentre nella piazza d'arme del castello trovarono posto oltre mille pezzi d'artiglieria, mentre i soldati tedeschi vennero decorati pubblicamente all'ombra della statua di Luigi XIV. La nascita dell'Impero tedesco fu proclamata nella galleria degli Specchi il 18 gennaio 1871, anche se il neonato imperatore non soggiornò mai al castello, utilizzandolo unicamente come ufficio di stato per il periodo dell'assedio.

### La Repubblica a Versailles
Durante la Comune di Parigi, Thiers e il suo governo si rifugiarono a Versailles. Restarono nel gigantesco salone dell'Orangéerie sino al 1879, che furono la cornice dell'elezione dei presidenti durante la terza e la quarta Repubblica.

### La Versailles di Nolhac
Pierre de Nolhac giunse a Versailles come curatore generale del museo nel 1887, venendo nominato il 18 novembre 1892. Quando egli ottenne la gestione del castello, esso era ormai vuoto da vent'anni ed abbandonato perlopiù a sé stesso, al punto persino che gli addetti avevano dimenticato il nome delle varie fontane. Egli pertanto intraprese un programma intenzionato a sviluppare meglio gli ambienti interni e ad organizzarli scientificamente per far assumere alla reggia l'aspetto che doveva avere prima della Rivoluzionefrancese. Per raggiungere questo obbiettivo, Nolhac dovette rimuovere del mobilio posto successivamente e scegliere le opere da inserire alla reggia sulla base della loro presenza storica a palazzo e sul senso logico della loro presenza in certe stanze.
La rivoluzione causata da Nolhac procurò nuova visibilità al complesso del castello al punto che membri dell'alta società e personaggi influenti come il duca di Aumale, l'ex imperatrice Eugenia o Marcel Proust si offrirono di collaborare a questo progetto. L'8 ottobre 1896 lo zar Nicola II di Russia e sua moglie giunsero a Versailles. Nolhac organizzò una serie di eventi per pubblicizzare il castello e accaparrarsi così potenziali donatori, campagna che diede subito i primi frutti: il direttore del New York Herald, Gordon Bennett, diede il corrispettivo di 25.000 franchi per ristrutturare le stanze al XVIII secolo. La frequenza di queste donazioni da parte di privati portò alla creazione della Società degli amici di Versailles nel 1907.

### Le due guerre mondiali

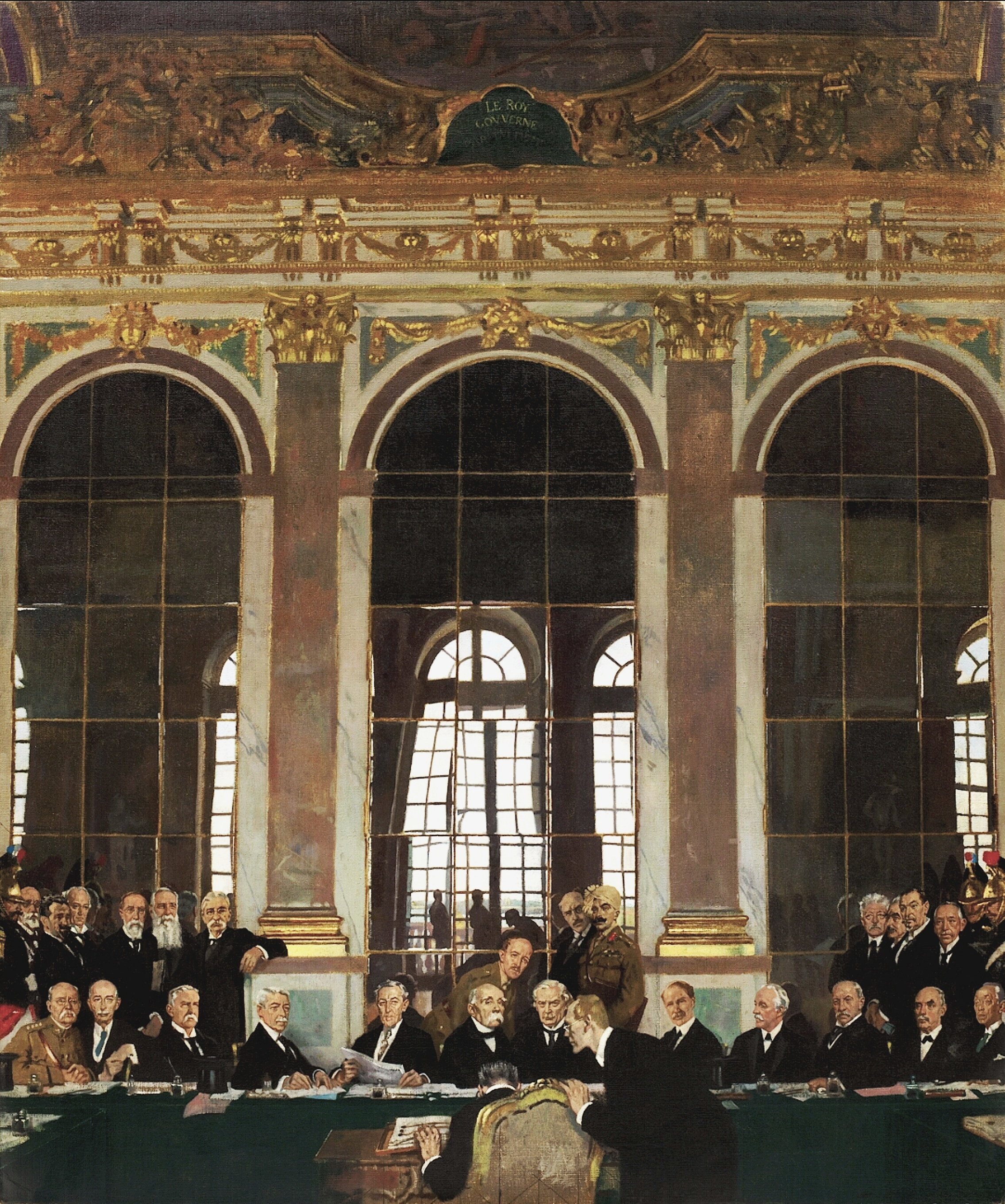
La firma del trattato di Versailles del 1919 nella galleria degli Specchi. Johannes Bell (Germania) firma con Hermann Müller al suo fianco. Da sinistra destra: il generale Tasker Howard Bliss, il colonnello Edward Mandell House, Henry White, Robert Lansing, il presidente Woodrow Wilson, Georges Clemenceau (Francia), Lloyd George, Andrew Bonar Law, Arthur Balfour, Alfred Milner, George Nicoll Barnes, Saionji Kinmochi (Giappone).

Con l'avvicinarsi della prima guerra mondiale, Nolhac mise in atto una serie di dispositivi per proteggere il castello, facendo innanzitutto imballare tutti i preziosi arazzi, le opere e gli oggetti di valore che vennero stipati nell'Ala Gabriel che venne accuratamente murata per impedirne l'accesso.
In memoria dell'umiliazione subita dalla Francia nel 1871, fu il governo francese a volere che la firma del trattato di Versailles che pose fine alla Grande Guerra e che vide sconfitta la Germania avvenisse nella galleria degli Specchi. Il 28 giugno 1919 il trattato venne firmato da David Lloyd George, Georges Clemenceau e Thomas Woodrow Wilson al fianco di rappresentanti tedeschi. La Francia era uscita così vittoriosa dal conflitto mondiale, ma i giardini di Versailles si trovavano ancora in uno stato pietoso, ancor più dopo che il 3 luglio di quello stesso anno Nolhac decise di lasciare il proprio incarico a palazzo dopo trentadue anni di devoto servizio alla conservazione della reggia.
Dopo la sua visita in Francia, John D. Rockefeller decise di finanziare personalmente le ristrutturazioni della reggia di Versailles, tra cui il ripristino delle strutture e delle fontane del parco attraverso due donazioni (una nel 1924 ed una nel 1927). La generosità dell'investitore americano spinse quindi il governo francese a disporre di un budget annuale da dedicare al castello.
Con l'avvicinarsi della seconda guerra mondiale, l'ispettore generale delle belle arti Pierre Ladoue prese come il suo predecessore accurate misure cautelari per proteggere le opere contenute nella reggia che vennero spedite altrove così che anche quando la bandiera nazista prese a sventolare sopra Versailles, i soldati tedeschi trovarono solo il curatore del castello, la moglie e un vigile del fuoco disabile. Nel luglio del 1941, Goebbels visitò il castello ma lo trovò spoglio e deserto. Solo col finire della guerra infatti le opere vennero riposte all'interno della reggia e ripresero nuovi lavori di restauro del complesso. Nel settembre del 1944, gli alleati spostarono la sede del loro comando al Trianon e durante questo stesso periodo Fred Astaire danzò per i soldati americani di fronte al castello (sul lato del giardino).

### Il periodo Mauricheau-Beaupré
Dal 1951, il conservatore capo del complesso di Versailles Charles Mauricheau-Beaupré decise di farsi forza allertando il sottosegretario di stato alle belle arti, André Cornu, sullo stato di degrado di Versailles dove in particolare le pitture della Galleria degli Specchi apparivano in grave rischio. Nella visita di un giorno, il ministro quantificò la cifra del restauro complessivo nella somma di 5.000.000.000 di franchi; nel febbraio del 1952, fu lui personalmente a sollecitare l'aiuto dei francesi per via radiofonica: «Voglio dirvi o cittadini francesi che Versailles rischia la rovina, voglio dirvi che la cultura occidentale è sul punto di perdere uno dei suoi fiori più nobili. Essa non è solamente un'opera d'arte, ma è innanzitutto l'immagine della Francia che nessuno potrà mai rimpiazzare». Ancora una volta vennero quindi reperiti dei fondi per proseguire i lavori di restauro: il governatore della banca di Francia donò la somma di 10.000.000 di franchi, mentre altri collaborarono come Georges Villiers, presidente del consiglio, ed artisti come Roger Nimier, Jean Cocteau, Henri Matisse e Maurice Utrillo ma ancora di più l'aiuto pervenne dalla popolazione francese che contribuì col grosso delle somme pervenute al progetto.

### Il castello oggi
Versailles tornò a disposizione del presidente della Repubblica francese per accogliere i capi di stato stranieri in visita in Francia come John Kennedy nel 1961, Elisabetta II nel 1957 e nel 1972, lo scià Mohammad Reza Pahlavi nel 1974, Michail Gorbačëv nel 1985 e Boris El'cin nel 1992. Per questo scopo il generale De Gaulle diede ordine di risistemare il Grand Trianon per alloggiare in loco i capi di stato stranieri ed il loro entourage: un'ala del padiglione stesso venne riservata al presidente della repubblica che ne ha mantenuto la disponibilità sino al 1999 quando il tutto è stato restituito completamente al castello. Il Pavillon de la Lanterne, riservato un tempo al primo ministro, nel 2007 è stato reso residenza presidenziale secondaria dal presidente Sarkozy.
Luogo simbolico, la Reggia di Versailles è stato l'obiettivo di un attentato nel giugno del 1978. La bomba venne posta da nazionalisti bretoni e danneggiò una decine di sale.
D'altra parte, dopo la terza repubblica, Versailles ricopre il luogo di riunione del congresso del Parlamento francese. Le Assemblee dispongono di una trentina di appartamenti che occupano una superficie di 7.000 m² nell'Ala di Mezzogiorno.

## Restituzione dei locali occupati dal Parlamento
Dopo il 1875 circa 25.000 m² di locali, situati principalmente nell'ala sud (compresa la galleria delle Battaglie), sono destinati al Parlamento, i due terzi dell'Assemblea nazionale francese ed un terzo del Senato. Questa assegnazione è stata formalizzata da una legge del 22 luglio 1879 relativa alla sede del potere esecutivo e delle camere a Parigi, quindi dall'ordinanza nº 58-1100 in data 17 novembre 1958. Nel maggio 2005, una proposta di legge presentata da Jean-Louis Debré, presidente dell'Assemblea nazionale, propone la restituzione di questi locali alla funzione pubblica di museo e di Monumento Nazionale. Questa nuova assegnazione è coerente con il programma in corso di restauro della reggia detto "progetto della grande Versailles". Tuttavia il Senato ha rifiutato con un emendamento la restituzione della Sala del Consiglio, considerata come «un luogo di memoria della storia parlamentare del nostro paese».

### Annotazioni
1. 1 2  
«Le 8 avril 1632, fut présent l’illustrissime et révérendissime Jean-François de Gondi, archevêque de Paris, seigneur de Versailles, reconnoît avoir vendu, cédé et transporté... à Louis XIII, acceptant pour Sa Majesté, messire Charles de L'Aubespine, garde des sceaux et chancelier des ordres du roi, et messire Antoine Rusé, marquis d'Effiat, surintendant des finances, etc., la terre et seigneurie de Versailles, consistant en vieil château en ruine et une ferme de plusieurs édifices ; consistant ladite ferme en terres labourables, en prés, bois, châtaigneraies, étangs et autres dépendances ; haute, moyenne et basse justice... avec l’annexe de la grange Lessart, appartenances et dépendances d’icelle, sans aucune chose excepter, retenir, ni réserver par ledit sieur archevêque, de ce qu’il a possédé audit lieu de Versailles, et pour d’icelle terre et seigneurie de Versailles, et annexe de la grange Lessart, jouir par Sadite Majesté et ses successeurs rois, comme de choses appartenantes. Cette vente, cession et transport faits, aux charges et devoirs féodaux seulement, moyennant la somme de soixante-mille livres tournois, que ledit sieur archevêque reconnoît avoir reçues de Sadite Majesté, par les mains de..., en pièces de seize sous, de laquelle somme il se tient content, en quitte Sadite Majesté et tout autre, etc.»
( Blondel Jacques-François, Architecture françoise, ou Recueil des plans, élévations, coupes et profils des églises, maisons royales, palais, hôtels & édifices les plus considérables de Paris., vol. 4, Paris, Charles-Antoine Jombert, 1752-1756,  p. 93..)
2. ↑  Ovvero dalla morte di Luigi XIII nel 1643 sino a quella del cardinale Mazzarino nel 1661, anno che segnerà la definitiva presa di potere di Luigi XIVSolnon, 2003, pp. 28-29.

### Fonti
1. ↑  Guérard, 1840, p. 125.
2. ↑  Blondel, 1752-1756.
3. 1 2  Blondel, 1752-1756.
4. ↑  Verlet, 1961, p. 15.
5. ↑  Verlet, 1961, p. 16.
6. ↑   Mathieu da Vinha e Raphaël Masson, Versailles Pour les Nuls, First, 2011. URL consultato il 3 settembre 2016 (archiviato il 13 gennaio 2016).
7. ↑  Verlet, 1961, p. 19.
8. 1 2  Lemoine, 2004, p. 14.
9. ↑   Alexandre Gady, Versailles : La fabrique d'un chef-d’œuvre, Éditions Le Passage, 2011, ISBN 2-84742-175-0.
10. 1 2  Garrigues (2001), p. 35.
11. 1 2 3 4 5  Solnon, 2003, p. 17.
12. 1 2   Yves Bottineau, Versailles, miroir des princes, Arthaud, 1989,  p. 31.
13. ↑  Le Guillou, 2011, p. 109.
14. ↑  Le Guillou, 2011, p. 98.
15. ↑   Vincent Maroteaux, Pierre Arizzoli-Clémentel, Versailles. Le roi et son domaine, Éditions A&J Picard, 2000,  p. 58.
16. ↑  Batiffol (1909), p 841-869
17. ↑  Solnon, 2003, p. 18.
18. ↑  Batiffol (1913), p. 341–371
19. ↑  Verlet (1985), p. 19
20. ↑   Alexandre Maral, Le roi, la Cour et Versailles, Perrin, 2013,  p. 221.
21. ↑  Solnon (2003), p.20
22. ↑  Garrigues, 2001, p. 37.
23. ↑  Garrigues, 2001, p. 40.
24. ↑  Garrigues, 2001, p. 36.
25. ↑   André Pératé, Versailles, H. Laurens, 1912,  p.  4..
26. ↑  Chérot (1901), p. 371
27. 1 2  Michel de Grèce, Louis XIV - L'envers du soleil, Olivier Orban, 1990, p.18
28. ↑  Jean-Marie Constant, Dictionnaire du Grand Siècle, sous la dir. de François Bluche, Fayard, 1990, p.1313
29. ↑  Michel de Grèce, Louis XIV - L'envers du soleil, Olivier Orban, 1990, p.22
30. ↑  Claude Lelong, Anne d'Autriche, Hachette 1980 et librairie académique Perrin, 2000, p.302
31. ↑  1- Lettera di Luigi XIII a Richelieu del 1 ottobre 1641, citata da Pierre de Nolhac in Versailles et la cour de France ; volume 1 ; La Création de Versailles, Parigi, Louis Conard, 1925, p.17
32. ↑  Le Guillou, 2011, p. 276.
33. ↑  Mathieu da Vinha, Le Versailles de Louis XIV, Perrin, 2009, ISBN 978-2-262-02521-2
34. ↑  Le Guillou, 2011, pp. 279-281.
35. ↑  Le Guillou, 2011, p. 287.
36. ↑  Le Guillou, 2011, pp. 286-288.
37. ↑  Vincent Maroteaux, « L’administration du domaine de Versailles sous l’Ancien Régime », In : Bibliothèque de l’École des chartes, 1985, tome 143, p.275-312
38. ↑  Le Guillou, 2011, p. 290.
39. ↑  AN, 01 10, f° 196 v°. Intendance de Versailles en faveur de Blouin.
40. ↑  Garrigues, 2001, p. 278.
41. ↑  Mathieu Da Vinha, Le Versailles de Louis XIV, Perrin, 2009, p. 25, ISBN 978-2-262-02521-2
42. ↑  Gazette de France, 1660, p.1090
43. ↑  Vincent Maroteaux-Jacques de Givry Versailles – Le Grand Parc, château de Versailles /GDG, 2004, p.29
44. ↑  Le Guillou, 2011, pp. 297-298.
45. ↑  Verlet (1985)
46. ↑  Nolhac (1911) ; Verlet (1985)
47. ↑   1715 : Réception de l'ambassade de Perse, su chateauversailles.fr. URL consultato il 10 luglio 2011 (archiviato il 20 luglio 2011).
48. ↑   Louis XV (le Bien Aimé), su insecula.com. URL consultato il 10 luglio 2011 (archiviato dall'url originale il 6 ottobre 2011).
49. ↑  Amaury Faivre d'Arcier, Les Oubliés de la liberté : négociants, consuls et missionnaires français au Levant pendant la Révolution, 1784-1798, éditions Peter Lang, 2007, pp. 235-236 ISBN 978-90-5201-339-8.
50. ↑  Meyer (2002) p. 132-133
51. ↑  Béatrix Saule,  La France et la Religion soutenant les armes de la France (archiviato dall'url originale il 20 dicembre 2013)., notice du catalogue  Versailles, décor sculpté extérieur (archiviato dall'url originale il 18 maggio 2014)., château de Versailles, 2005.